# PlayStation 3
Die PlayStation 3 (kurz PS3) ist eine stationäre Spielkonsole, welche von Sony Computer Entertainment im Mai 2005 erstmals auf der Spielmesse E3 in Los Angeles als offizieller Nachfolger der PlayStation 2 vorgestellt wurde. Die PlayStation 3 ist die vierte Spielkonsole der PlayStation-Marke.

## Übersicht
Die Arbeit an der PlayStation 3 begann 2001 mit dem Zusammenschluss von Sony, Toshiba und IBM zur Entwicklung der Cell-Prozessorarchitektur.
Der Verkaufsstart der PlayStation 3 war in Japan am 11. November 2006, in Nordamerika am 17. November 2006 und in Europa am 23. März 2007. Die Playstation 3 stand in direkter Konkurrenz zu Nintendos Wii und der Xbox 360 von Microsoft.
Neben ihrer Funktion als Videospiel-Plattform ist die PS3 auch in der Lage, Audio-CDs, DVDs und Blu-ray Discs wiederzugeben. Weitere Musik-, Bild- und Videodateien unterschiedlicher Formate können von der internen Festplatte, einem externen Medium oder mittels eines DLNA-kompatiblen Medienservers über die Netzwerkanschlüsse wiedergegeben und kopiert werden.
Im September 2009 wurde eine leicht überarbeitete Slim-Version der PlayStation 3 veröffentlicht, welche leichter, dünner und günstiger als die ursprüngliche Version war. Eine Super Slim-Variante, abermals ein optisch und technisch überarbeitetes Modell der PlayStation 3, wurde im September 2012 veröffentlicht.
Die PlayStation 3 hatte zu Beginn einen vergleichsweise schwierigen Verkaufsstart. Spätestens ab der Einführung des Slim-Modells im Jahr 2009 stiegen jedoch die Verkäufe. Bis zum 31. März 2017 wurden weltweit etwa 87,4 Millionen Exemplare der PS3 verkauft, was in etwa den Verkaufszahlen der Xbox 360 entspricht. Nachdem Sony Interactive Entertainment im Oktober 2016 bereits den Verkauf der PlayStation 3 offiziell in den USA eingestellt hatte, wurde letztlich auch in Japan am 29. Mai 2017 die Produktion der Konsole beendet.
Der Nachfolger, die PlayStation 4, wurde im Februar 2013 vorgestellt und in Europa am 29. November 2013 veröffentlicht.
Seit der offiziellen Vorstellung im Jahr 2006 erschienen verschiedene Varianten der PlayStation 3. Die aktuellste Variante ist die PlayStation 3 Super Slim. Sie unterscheidet sich vor allem durch ein kleineres Gehäuse von den älteren Versionen, die nicht weiter hergestellt werden (für alle Unterschiede, siehe Abschnitt Modellübersicht).
Die PlayStation 3 Slim kostet seit ihrer Markteinführung im September 2009 offiziell 299 € (299,99 US-$, 29.980 ¥). Sie wird mit einem DualShock-3-Controller und einer 120-GB-Festplatte ausgeliefert. Die Festplatte kann gegen eine handelsübliche 2,5-Zoll-S-ATA-Festplatte ausgetauscht werden; ein spezielles Sony-Produkt ist nicht notwendig.
Das Bildsignal der PlayStation kann digital über einen HDMI-Anschluss (Version 1.3) ausgegeben werden. Analog gibt die Konsole das Signal als Composite Video, S-Video oder Component Video aus, teilweise wird hierzu ein mitgelieferter Adapterstecker benötigt. Der Ton wird wahlweise per HDMI oder per optischem Digitalausgang ausgegeben. Die Konsole kann zudem ab Firmware Version 3.50 einige Inhalte (über HDMI) in stereoskopischem 3D wiedergeben. Dazu gehören 3D-Spiele und einige Filme auf Blu-Ray Disc. Für eine 3D-Wiedergabe ist jedoch ein 3D-fähiges TV-Gerät notwendig.
Die Konsole verfügt über eine Systemsoftware, die durch Updates um neue Funktionen erweitert werden kann. Sony stellt diese Updates, die auch bekannte Fehler beheben, in unregelmäßigen Abständen zur Verfügung. Aktuell (seit dem 27. Februar 2024) ist die Versionsnummer 4.91.
2017 wurde die Produktion der PlayStation 3 eingestellt. Im September 2018 begann Sony damit, die Server mehrerer Spiele abzustellen. Ab März 2019 fielen die kostenlosen Spiele von PS Plus weg. Ende April 2019 kündigte PlayStation Japan an, den Reparaturservice der PlayStation 3 am 31. Mai 2019 einzustellen.

### Geschichte der Hardware-Versionen
Die beiden ersten Modelle der PlayStation 3 kamen nahezu gleichzeitig in Japan und den USA heraus; eine 60-GB-Version und eine abgespeckte mit 20 GB. In Japan kam das 20-GB-Modell nicht, wie angekündigt, für 59.800 Yen (rund 375 € bzw. 610 CHF) auf den Markt, sondern für nur 49.980 Yen (rund 315 € bzw. 510 CHF). Die 20-GB-Version der Konsole verfügt nicht über Anschlüsse für Memory Stick Duo, SD- und CompactFlash-Karten und über keine IEEE 802.11 b/g-Schnittstelle (WLAN). Fehlende Funktionen können aber mit Zusatzgeräten über die USB-Anschlüsse nachgerüstet werden.
Die PS3 sollte ursprünglich generell zu allen PlayStation- und PlayStation-2-Spielen abwärtskompatibel sein, was durch die ersten Versionen in Japan und Nordamerika (Modell Nr. CECHAXX und CECHBXX) auch noch gewährleistet war. Diese Versionen haben eine Abwärtskompatibilität zu PlayStation- und PlayStation-2-Spielen von etwa 98 %, so Nick Sharples, Sprecher von Sony Computer Entertainment Europe Ltd. in London, 2007. Die erste in Europa erhältliche Version, Modell Nr. CECHCXX, verzeichnete schon eine Hardwareänderung: Die Abwärtskompatibilität wurde nun durch eine Hardware-Software-Kombination sichergestellt. Wurden bei den ersten beiden Versionen der PlayStation 3 noch beide Chips (Emotion Engine und Graphics Synthesizer) der PlayStation 2 verwendet, so wurde nun nur noch der „Graphics Synthesizer“ eingebaut. Die Funktion der „Emotion Engine“ wurde nun durch Software emuliert. Sony entfernte die Emotion Engine, um die Produktionskosten der PS3 zu verringern. Damit funktionierten anfangs jedoch viele ältere PlayStation-2-Spiele nicht oder nur eingeschränkt. Ob ein bestimmter Spieltitel mit der Konsole kompatibel ist, lässt sich nur noch in einer inoffiziellen Kompatibilitätsliste nachschlagen, nachdem die von Sony früher zur Verfügung gestellte offizielle Liste nicht mehr auf den Webseiten von Sony einsehbar ist. Durch regelmäßige Firmwareupdates wollte Sony die Kompatibilität weiter verbessern. Neben dieser eingeschränkten Kompatibilität besaß das erste Europa-Modell eine 60-GB-Festplatte und kostete 599 €.
Für die Abwärtskompatibilität zu PlayStation-Spielen setzte man hingegen von Anfang an auf Software-Emulation; Alle PS3-Modelle, die für den Verkauf bestimmt waren, sind abwärtskompatibel zur PlayStation.
Am 9. Juli 2007 kündigte Sony an, ab sofort den Preis in den USA von 599 auf 499 US-$ zu reduzieren und eine neue Version mit 80-GB-Festplatte anzubieten, die zusammen mit dem Spiel MotorStorm für 599 US-$ verkauft wurde. Gleichzeitig wurden dort die Restbestände der 60-GB-Version abverkauft.
Die zweite Version für Europa (Modell Nr. CECHGxx) hatte eine 40-GB-Festplatte und die PS2-Abwärtskompatibilität wurde entfernt. Laut Sony wollte man damit nur sekundär Herstellungskosten einsparen, aber primär Kunden zum Kauf neuer PlayStation-3-Softwaretitel animieren. Außerdem hatte diese Version nur noch zwei USB-Ports (statt ursprünglich vier) und enthielt auch keinen Kartenleser mehr. Die unverbindliche Preisempfehlung betrug 399 €/649 CHF. Diese Version wurde am 5. Oktober 2007 von Sony angekündigt und war ab dem 10. Oktober 2007 ausschließlich in Europa erhältlich. Das bisherige 60-GB-Modell, das zuletzt als Starter-Pack mit zwei Spielen und einem zweiten Controller verkauft wurde, kostete ab dem 12. Oktober nur noch 499 € und wurde nach dem Ausverkauf der bis dahin produzierten Geräte nicht mehr angeboten.
Im August 2008 erschien die dritte Version für Europa. Diese hatte jedoch im Unterschied zur zweiten Europa-Version eine 80-GB-Festplatte. Ansonsten war sie mit dem 40-GB-Modell identisch. Das 40-GB-Modell wurde nicht weiter produziert. Mit der Veröffentlichung des PAL-80-GB-Modells liegt der Konsole außerdem statt des Sixaxis- ein DualShock-3-Controller bei. Der Preis blieb stabil bei 399 €.
Auf der Games Convention 2008 wurde von Sony eine vierte Version für Europa angekündigt, welche Ende Oktober 2008 erschien. Diese war mit den bisherigen Versionen bis auf eine noch größere Festplatte von 160 GB identisch und war auf das Weihnachtsgeschäft limitiert. Außerdem lag bei dieser Variante ein Gutschein über 70 € für Download-Inhalte aus dem PlayStation-Store bei.
Im August 2009 wurde auf der gamescom von Sony eine verkleinerte Version (Slim) der PS3 angekündigt. Diese erschien am 1. September 2009 für 299 € und ist 32 % kleiner, 36 % leichter und benötigt 34 % weniger Strom. Sie benutzt außerdem eine neue 45-nm-Version des Cell, der einen niedrigeren Stromverbrauch hat. Es wurde mittlerweile von verschiedenen Quellen bestätigt, dass die Installation von Spielen auf die Festplatte bei der PS3 Slim nicht so viel Zeit in Anspruch nimmt wie bei der herkömmlichen PS3. Dagegen sollen manche Spiele auf der PS3 Slim längere Ladezeiten haben als beim Ursprungsmodell. Weiterhin wurde das HDMI-Interface der Konsole um DTS-HD MA und Dolby TrueHD Audio Bitstreaming erweitert. Ein neuer HDMI-Controller-Chip der Marke Panasonic sorgte aber zugleich für ein leichtes Bildrauschen des HDMI-Signals der Konsole.
Am 6. Juli 2010 gab Sony die Veröffentlichung einer weiteren Konsolenrevision bekannt. Diese unterscheidet sich zum vorherigen Modell in der Größe der Festplatte, die entweder 160 GB oder 320 GB groß ist. Das 160-GB-Modell wird außerdem noch in Weiß veröffentlicht. Am 17. August 2010 gab Sony im Rahmen der gamescom-Pressekonferenz bekannt, dass sowohl das 160-GB-, als auch das 320-GB-Modell in Europa veröffentlicht werden, jedoch nur in Schwarz. Auf der Pressekonferenz im Rahmen der Tokyo Game Show gab Sony am 19. September 2012 bekannt, dass zum 28. September 2012 ein neues, auch optisch überarbeitetes Modell, veröffentlicht wird. Die Super-Slim genannte Version ist abermals kleiner und unterscheidet sich von den Vorgängern unter anderem darin, dass anstelle eines Slot-In-Laufwerks ein Top-Loader verwendet wird. Die Super-Slim gibt es mit drei verschiedenen Festplattengrößen, einmal mit 500-GB-Festplatte, einmal mit 250-GB-Festplatte und einmal mit 12-GB-Flashspeicher. Die 500-GB-Version erscheint weltweit, die 250-GB-Version erscheint nur in NTSC-Gebieten und die 12-GB-Version nur in PAL-Gebieten. Für die Variante mit 12-GB-Flashspeicher ist es möglich eine 250-GB-Festplatte zu erwerben. Falls diese genutzt wird, wird der interne 12-GB-Flashspeicher abgeschaltet.

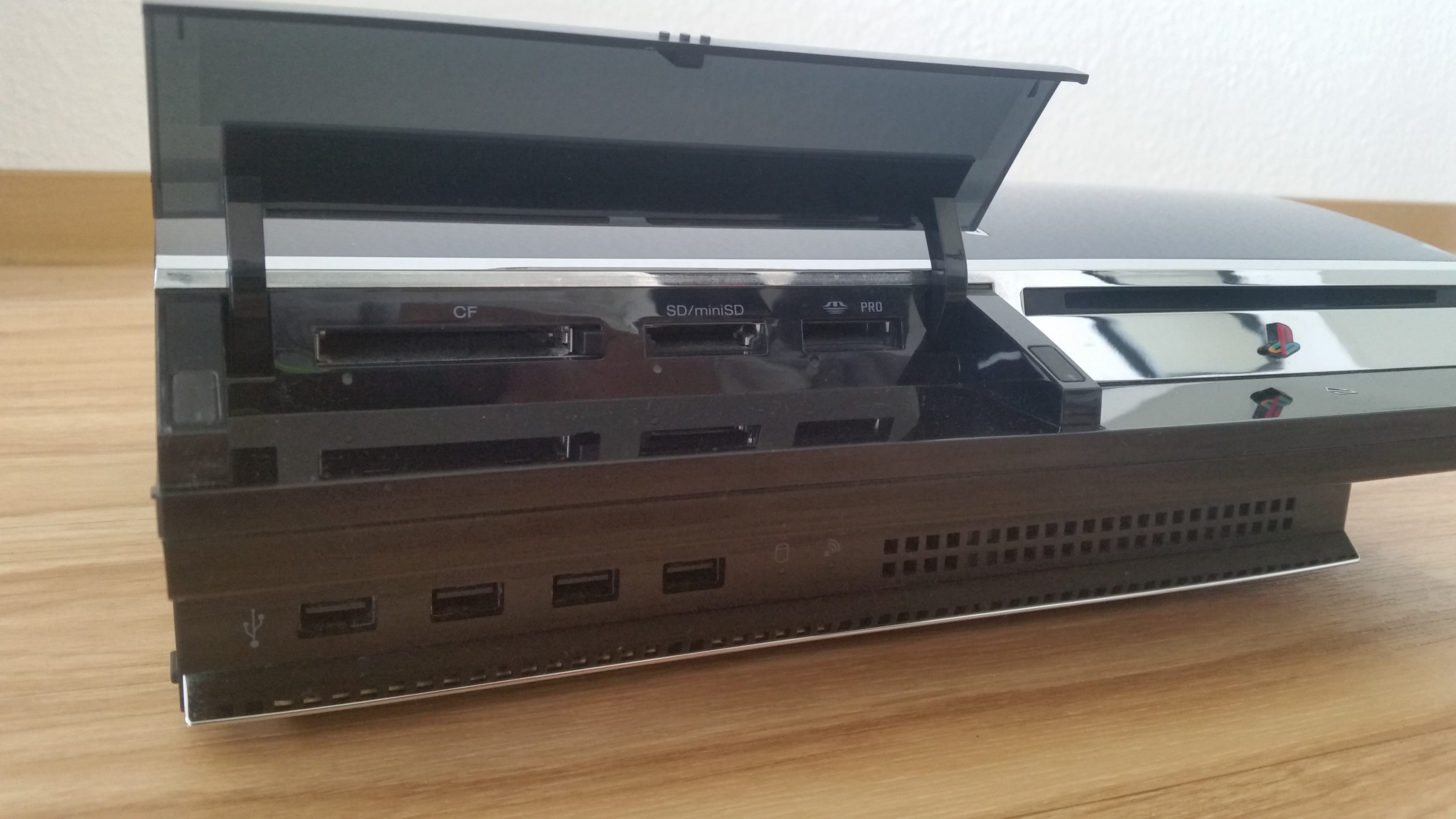
Frontansicht der CECHCxx mit Kartenleser, 4 USB-Anschlüssen, 3 Kartenleser-LEDs, Festplatten und W-LAN LED
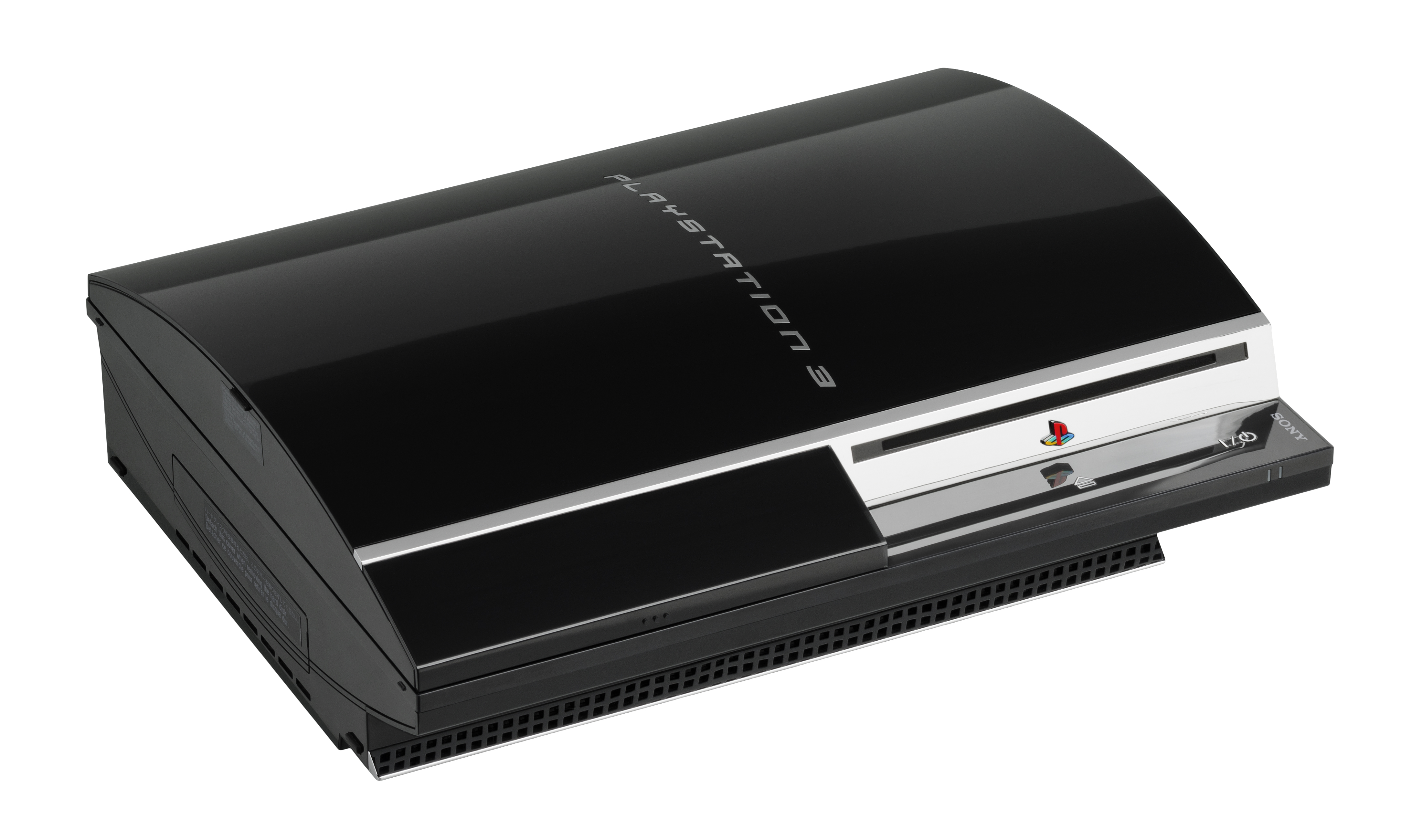
"Fat"-Version
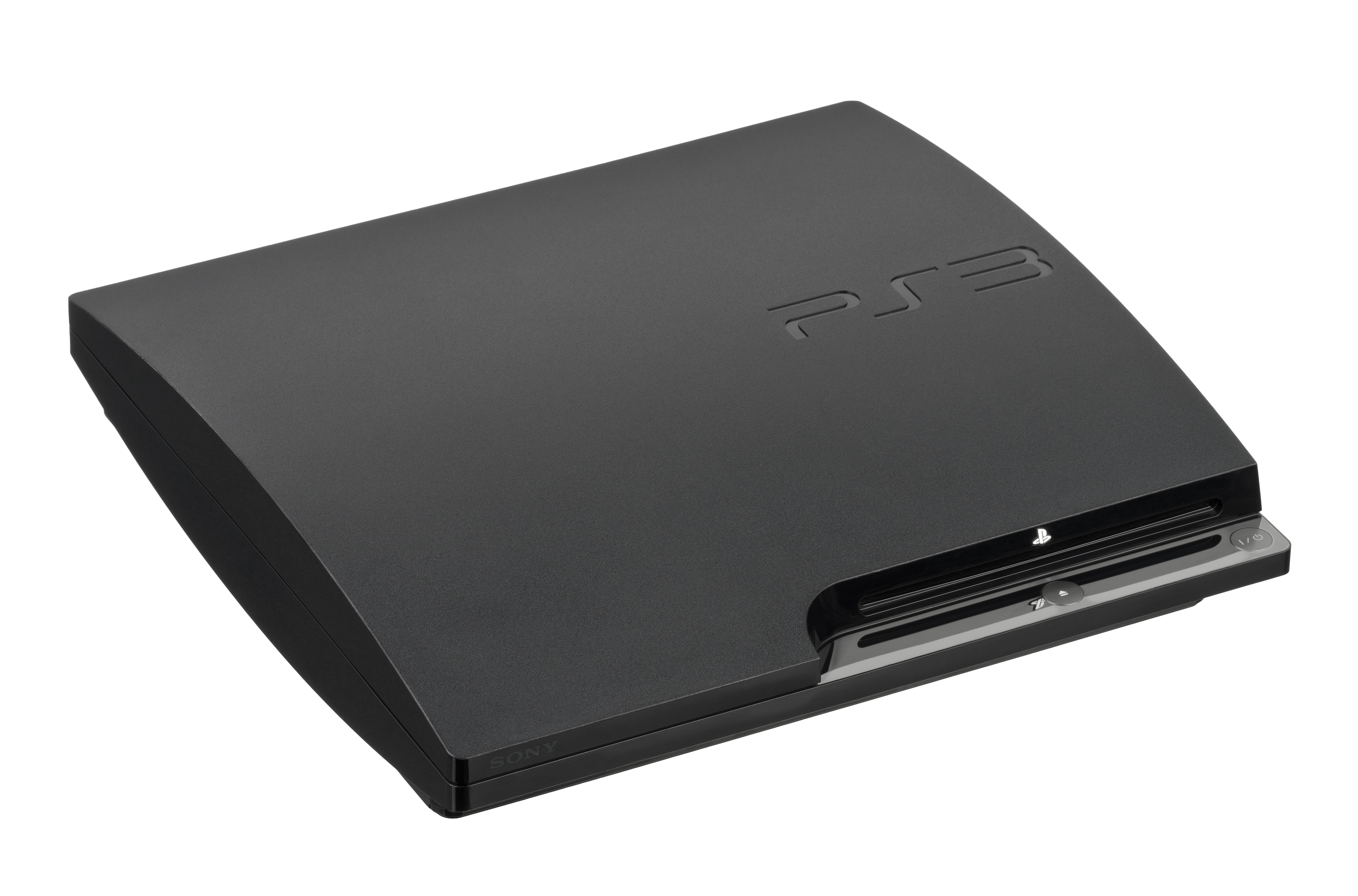
Slim-Version
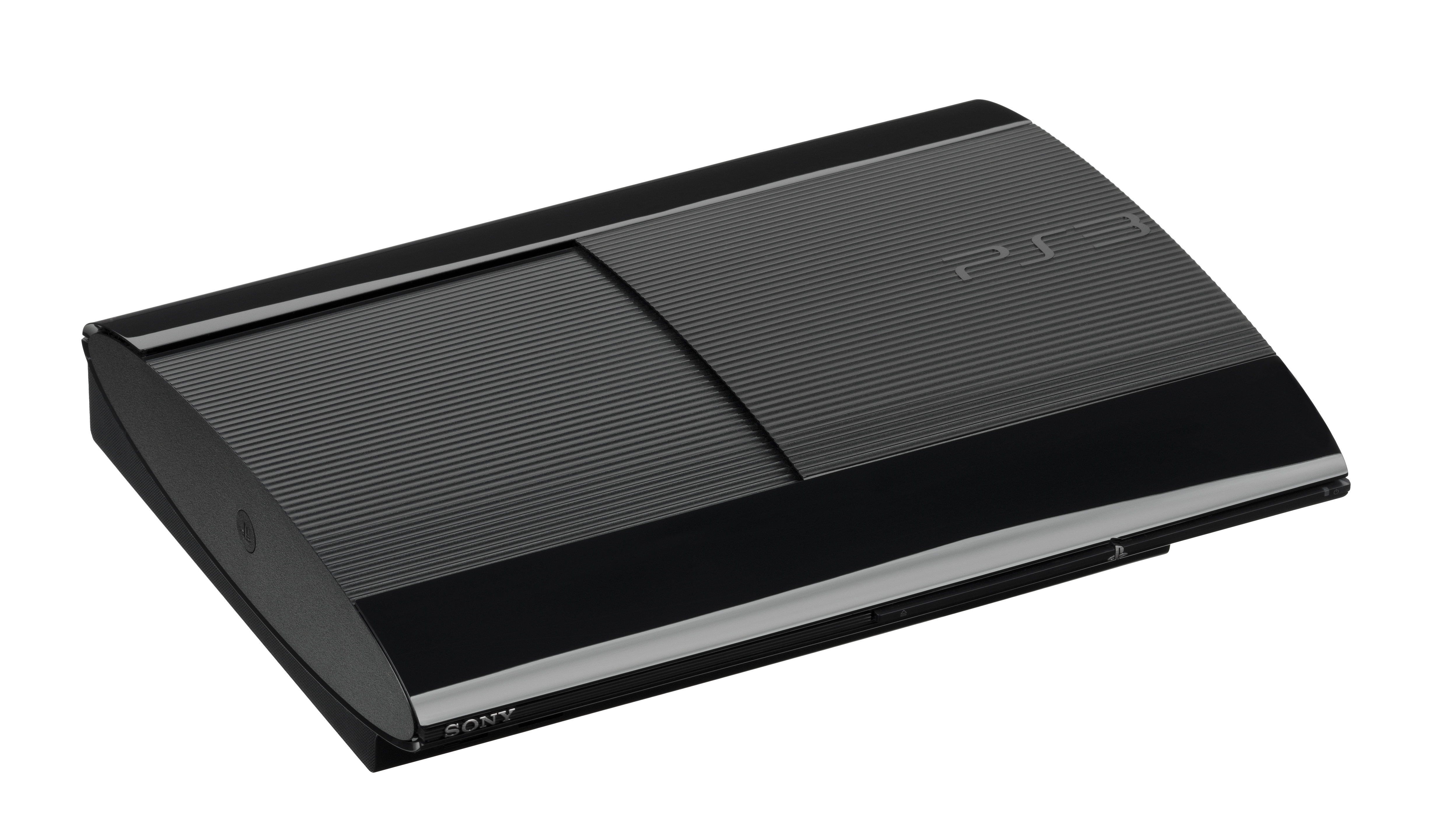
Super-Slim-Version

#### Entfernung der Unterstützung anderer Betriebssysteme
Seit der Slim-Version ist es nicht mehr möglich, Linux oder andere Betriebssysteme auf der PS3 zu installieren. Auch Besitzer vorheriger Hardware-Versionen können nach der Aktualisierung auf die Firmware-Version 3.21 dieses Feature nicht mehr nutzen. Anwender, die das Firmwareupdate verweigern, sind erheblichen Funktionseinschränkungen ausgesetzt: sie können beispielsweise keine neuen Spiele mehr installieren oder online spielen. In den USA sind aufgrund dieses Vorgangs mehrere Gerichtsverfahren gegen Sony anhängig, da das Unternehmen hier Kunden nach dem Kauf des Produkts ein Feature entzieht.

#### Modellübersicht
| xx = Region | Japan | Nordamerika | Australien | Großbritannien | Europa/Naher Osten | Korea | Singapur | Taiwan | Russland | unbenutzt | unbenutzt | Südamerika | Hong Kong |
| Nummer      | 00    | 01          | 02         | 03             | 04                 | 05    | 06       | 07     | 08       | 09        | 10        | 11         | 12        |

##### Große Modelle
| Modell Nr.                                                                                    | CECHAxx          | CECHBxx          | CECHCxx          | CECHExx          | CECHGxx, CECHHxx          | CECHJxx           | CECHKxx, CECHLxx, CECHMxx | CECHPxx            | CECHQxx            |
| --------------------------------------------------------------------------------------------- | ---------------- | ---------------- | ---------------- | ---------------- | ------------------------- | ----------------- | ------------------------- | ------------------ | ------------------ |
| Erstveröffentlichung                                                                          | November 2006    | November 2006    | März 2007        | August 2007      | Oktober 2007              | August 2008       | August 2008               | Oktober 2008       | April 2009         |
| Festplattengröße                                                                              | 60 GB (NTSC)     | 20 GB (NTSC)     | 60 GB (PAL)      | 80 GB (NTSC)     | 40 GB (PAL, NTSC)         | 40 GB (PAL, NTSC) | 80 GB (PAL, NTSC)         | 160 GB (PAL, NTSC) | 160 GB (PAL, NTSC) |
| Maximale elektr. Leistungsaufnahme                                                            | 380 W            | 380 W            | 380 W            | 380 W            | 280 W                     | 280 W             | 280 W                     | 280 W              | 280 W              |
| Disc-Aufnahme                                                                                 | Slot-In          | Slot-In          | Slot-In          | Slot-In          | Slot-In                   | Slot-In           | Slot-In                   | Slot-In            | Slot-In            |
| USB-2.0-Ports                                                                                 | 4                | 4                | 4                | 4                | 2                         | 2                 | 2                         | 2                  | 2                  |
| Farben                                                                                        | Schwarz          | Schwarz          | Schwarz          | Schwarz          | Schwarz, Weiß (nur Japan) | Schwarz           | Schwarz                   | Schwarz            | Schwarz            |
| IEEE 802.11b/g-W-LAN                                                                          | ja               | nein             | ja               | ja               | ja                        | ja                | ja                        | ja                 | ja                 |
| Flash-Karten-Leser                                                                            | ja               | nein             | ja               | ja               | nein                      | nein              | nein                      | nein               | nein               |
| Verchromt                                                                                     | ja               | nein             | ja               | ja               | Nein (Silber)             | Nein (Silber)     | Nein (Silber)             | Nein (Silber)      | Nein (Silber)      |
| SACD-Abspieler                                                                                | ja               | ja               | ja               | ja               | nein                      | nein              | nein                      | nein               | nein               |
| PS1-Kompatibilität                                                                            | Software         | Software         | Software         | Software         | Software                  | Software          | Software                  | Software           | Software           |
| PS2-Kompatibilität                                                                            | Hardware         | Hardware         | Software         | Software         | nein                      | nein              | nein                      | nein               | nein               |
| Linux-Kompatibilität                                                                          | Ja (bis FW 3.15) | Ja (bis FW 3.15) | Ja (bis FW 3.15) | Ja (bis FW 3.15) | Ja (bis FW 3.15)          | Ja (bis FW 3.15)  | Ja (bis FW 3.15)          | Ja (bis FW 3.15)   | Ja (bis FW 3.15)   |
| Alle Modelle inklusive Blu-ray/DVD/CD-Laufwerk, HDMI 1.3a, Bluetooth 2.0 und Gigabit-Ethernet |                  |                  |                  |                  |                           |                   |                           |                    |                    |

##### Slim-Modelle
| Modell Nr.                                                                                    | CECH-20xxA (Slim)  | CECH-20xxB (Slim)  | CECH-21xxA (Slim)  | CECH-21xxB (Slim)  | CECH-25xxA (Slim) „J“           | CECH-25xxB (Slim) „J“ | CECH-30xxA (Slim) „K“ | CECH-30xxB (Slim) „K“                        |          |
| --------------------------------------------------------------------------------------------- | ------------------ | ------------------ | ------------------ | ------------------ | ------------------------------- | --------------------- | --------------------- | -------------------------------------------- | -------- |
| Erstveröffentlichung                                                                          | September 2009     | Oktober 2009       | März 2010          | März 2010          | Juli/September 2010             | Juli/September 2010   | Juli 2011             | Oktober 2011                                 |          |
| Festplattengröße                                                                              | 120 GB (PAL, NTSC) | 250 GB (PAL, NTSC) | 120 GB (PAL, NTSC) | 250 GB (PAL, NTSC) | 160 GB (PAL, NTSC)              | 320 GB (PAL, NTSC)    | 160 GB (PAL, NTSC)    | 320 GB (PAL, NTSC)                           |          |
| Maximale elektr. Leistungsaufnahme                                                            | 250 W              | 250 W              | 250 W              | 250 W              | ca. 210 W                       | ca. 230 W             | 200 W                 | 200 W                                        |          |
| Disc-Aufnahme                                                                                 | Slot-In            | Slot-In            | Slot-In            | Slot-In            | Slot-In                         | Slot-In               | Slot-In               | Slot-In                                      | Slot-In  |
| USB-2.0-Ports                                                                                 | 2                  | 2                  | 2                  | 2                  | 2                               | 2                     | 2                     | 2                                            | 2        |
| Farben                                                                                        | Schwarz            | Schwarz            | Schwarz            | ?                  | Schwarz, Blau, Weiß (nur Japan) | Schwarz               | Schwarz               | Schwarz, Weiß, Rot, Silber, Blau (nur Japan) |          |
| IEEE 802.11b/g-W-LAN                                                                          | ja                 | ja                 | ja                 | ja                 | ja                              | ja                    | ja                    | ja                                           | ja       |
| Flash-Karten-Leser                                                                            | nein               | nein               | nein               | nein               | nein                            | nein                  | nein                  | nein                                         | nein     |
| Verchromt                                                                                     | nein               | nein               | nein               | nein               | nein                            | nein                  | nein                  | nein                                         | nein     |
| SACD-Abspieler                                                                                | nein               | nein               | nein               | nein               | nein                            | nein                  | nein                  | nein                                         | nein     |
| PS1-Kompatibilität                                                                            | Software           | Software           | Software           | Software           | Software                        | Software              | Software              | Software                                     | Software |
| PS2-Kompatibilität                                                                            | nein               | nein               | nein               | nein               | nein                            | nein                  | nein                  | nein                                         | nein     |
| Linux-Kompatibilität                                                                          | nein               | nein               | nein               | nein               | nein                            | nein                  | nein                  | nein                                         | nein     |
| LEDs an der Auswerfen- und der An/Aus-Taste                                                   | ja                 | ja                 | ja                 | ja                 | ja                              | ja                    | nein                  | nein                                         | nein     |
| Alle Modelle inklusive Blu-ray/DVD/CD-Laufwerk, HDMI 1.3a, Bluetooth 2.0 und Gigabit-Ethernet |                    |                    |                    |                    |                                 |                       |                       |                                              |          |

##### Super-Slim-Modelle
| Modell Nr.                                                                                    | CECH-40xxA (Super-Slim)   | CECH-40xxB (Super-Slim) | CECH-40xxC (Super-Slim) | CECH-42xxA (Super-Slim)   | CECH-42xxB (Super-Slim) | CECH-42xxC (Super-Slim) | CECH-43xxA (Super-Slim)   | CECH-43xxB (Super-Slim) | CECH-43xxC (Super-Slim) |
| --------------------------------------------------------------------------------------------- | ------------------------- | ----------------------- | ----------------------- | ------------------------- | ----------------------- | ----------------------- | ------------------------- | ----------------------- | ----------------------- |
| Erstveröffentlichung                                                                          | September 2012            | September 2012          | September 2012          | Juni 2013                 | Juni 2013               | Juni 2013               | Mai 2014                  | Mai 2014                | Mai 2014                |
| Festplattengröße                                                                              | 12 GB Flashspeicher (PAL) | 250 GB (NTSC)           | 500 GB (PAL, NTSC)      | 12 GB Flashspeicher (PAL) | 250 GB (NTSC)           | 500 GB (PAL, NTSC)      | 12 GB Flashspeicher (PAL) | 250 GB (NTSC)           | 500 GB (PAL, NTSC)      |
| Maximale elektr. Leistungsaufnahme                                                            | 190 W                     | 190 W                   | 190 W                   | 190 W                     | 190 W                   | 190 W                   | 190 W                     | 190 W                   | 190 W                   |
| Disc-Aufnahme                                                                                 | Top-Lader                 | Top-Lader               | Top-Lader               | Top-Lader                 | Top-Lader               | Top-Lader               | Top-Lader                 | Top-Lader               | Top-Lader               |
| USB-2.0-Ports                                                                                 | 2                         | 2                       | 2                       | 2                         | 2                       | 2                       | 2                         | 2                       | 2                       |
| Farben                                                                                        | Schwarz/Blau/Rot/Weiß     | Schwarz/Blau/Rot/Weiß   | Schwarz/Blau/Rot/Weiß   | Schwarz/Blau/Rot/Weiß     | Schwarz/Blau/Rot/Weiß   | Schwarz/Blau/Rot/Weiß   | Schwarz/Blau/Rot/Weiß     | Schwarz/Blau/Rot/Weiß   | Schwarz/Blau/Rot/Weiß   |
| IEEE 802.11b/g-W-LAN                                                                          | ja                        | ja                      | ja                      | ja                        | ja                      | ja                      | ja                        | ja                      | ja                      |
| Flash-Karten-Leser                                                                            | nein                      | nein                    | nein                    | nein                      | nein                    | nein                    | nein                      | nein                    | nein                    |
| Verchromt                                                                                     | nein                      | nein                    | nein                    | nein                      | nein                    | nein                    | nein                      | nein                    | nein                    |
| SACD-Abspieler                                                                                | nein                      | nein                    | nein                    | nein                      | nein                    | nein                    | nein                      | nein                    | nein                    |
| PS1-Kompatibilität                                                                            | Software                  | Software                | Software                | Software                  | Software                | Software                | Software                  | Software                | Software                |
| PS2-Kompatibilität                                                                            | nein                      | nein                    | nein                    | nein                      | nein                    | nein                    | nein                      | nein                    | nein                    |
| Linux-Kompatibilität                                                                          | nein                      | nein                    | nein                    | nein                      | nein                    | nein                    | nein                      | nein                    | nein                    |
| LEDs an der Auswerfen- und der An/Aus-Taste                                                   | nein                      | nein                    | nein                    | nein                      | nein                    | nein                    | nein                      | nein                    | nein                    |
| Alle Modelle inklusive Blu-ray/DVD/CD-Laufwerk, HDMI 1.3a, Bluetooth 2.0 und Gigabit-Ethernet |                           |                         |                         |                           |                         |                         |                           |                         |                         |

## Marketing und Absatzzahlen
Sony Computer Entertainment Europe (SCEE) teilte am 13. Juli 2007 mit, dass man den Verkaufspreis für die PS3 in Europa nicht senken wolle. Man werde aber ab Anfang August ein „Starter-Pack“ anbieten, das neben der Konsole zwei Controller und zwei „Bestseller“-Spiele enthalten werde. Dies entspreche einem zusätzlichen Wert von mindestens 150 Euro. SCEE-Präsident David Reeves erklärte, dass bis zum Zeitpunkt der Mitteilung in Europa rund 1,2 Millionen PS3 verkauft worden seien, obwohl hier nur eine Version auf dem Markt ist. Nach Medienberichten im August 2007 wurden bis dahin in Japan rund 1,08 Millionen Konsolen verkauft, in den USA waren es etwa 1,78 Millionen und in Europa 1,25 Millionen. Der weltweite Marktanteil wurde in diesen Berichten mit 16,7 Prozent angegeben. Jack Tretton, Präsident von Sony Computer Entertainment America, rechnete im Juli mit einem weltweiten Absatz von etwa 11 Millionen PS3 bis Ende März 2008, was der ursprünglichen Planung entsprechen würde. Die neue Modell- und Preispolitik in den USA werde dazu beitragen, dieses Ziel zu erreichen.
Seit der Markteinführung der preiswerteren 40-GB-Version wurde ein Anstieg der Verkaufszahlen registriert. Bis Anfang 2008 wurden in Amerika insgesamt rund 3,87 Millionen, in Japan über 1,93 Millionen und im Rest des Weltmarktes etwa 4,24 Millionen Exemplare abgesetzt. Damit lag die Gesamtstückzahl weltweit im Februar 2008 bei mindestens 10,03 Millionen. Ende Januar 2009 hatte sich diese Zahl auf über 20 Millionen erhöht, davon etwa 8,1 Millionen Exemplare in Europa, 7,75 Millionen in Amerika und 2,8 Millionen in Japan.
| Jahr | weltweit   | Deutschland |
| ---- | ---------- | ----------- |
| 2006 | 1.252.040  | n/a         |
| 2007 | 9.174.095  | 387.000 a   |
| 2008 | 19.378.853 | 501.000 a   |
| 2009 | 32.376.827 | 677.000 a   |
| 2010 | 46.388.642 | 661.000 a   |
| 2011 | 61.095.333 | 3.339.726   |
| 2012 | 72.527.213 | 3.995.358   |
| 2013 | 80.800.487 | 4.416.872   |

## Offizielles Zubehör

### SIXAXIS-Controller

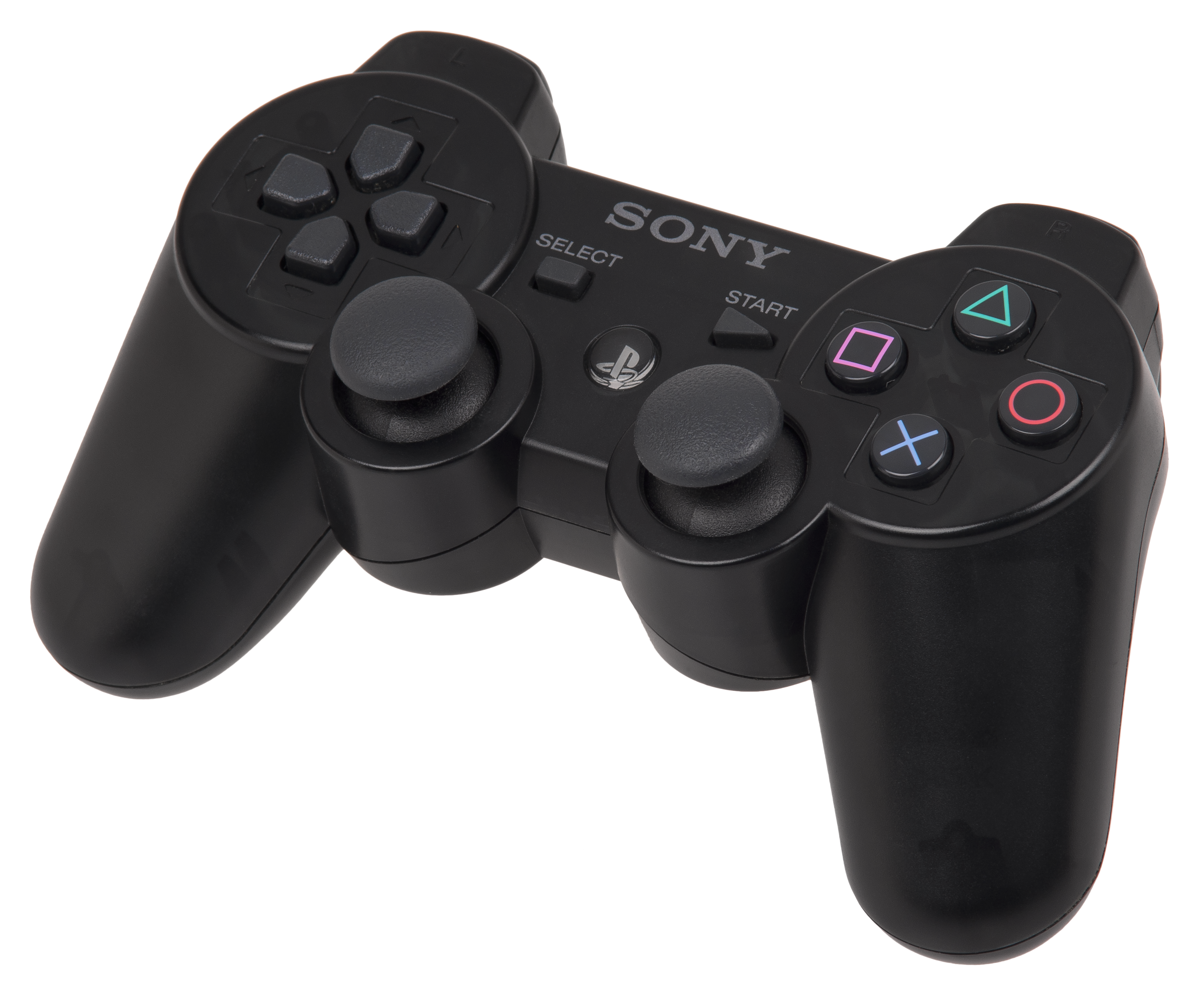
SIXAXIS-Controller

Der SIXAXIS-Controller der PlayStation 3 entspricht optisch zwar weitgehend dem DualShock-Controller der PlayStation 2, ist aber eine Neuentwicklung ohne die bisher bekannte, zuschaltbare „Rüttel“-Funktion, mit halb durchsichtigem Gehäuse und ohne feste Verkabelung. Spätere Modelle bekamen wieder ein nicht durchsichtiges Gehäuse. Die Verbindung zur Konsole erfolgt nun wahlweise drahtlos über Bluetooth oder über ein USB-Kabel. Die Energie für den Bluetooth-Betrieb wird einem internen Akku entnommen, der über das USB-Kabel aufgeladen werden kann. Die L2/R2-Schultertasten haben im Gegensatz zum DualShock einen deutlich größeren Bewegungsspielraum, ähnlich den Schultertasten des Xbox-360-Gamepads, so dass die Druckstärke deutlich genauer bestimmt werden kann. Die restlichen Tasten und die beiden Analogjoysticks sind weitestgehend unverändert. Eine wesentliche Neuerung des Controllers, die auch der Namensgeber ist, ist ein Sensor, der Bewegungen des Controllers über alle Achsen registriert und als Steuerdaten an die Konsole überträgt. Zusätzlich verwendet der SIXAXIS eine sogenannte PS-Taste, mit der das System ein- und ausgeschaltet, Controller angemeldet und umnummeriert sowie ein Systemmenü aufgerufen werden kann. Bis zu sieben solcher Controller können für eine Konsole registriert werden. Dabei zeigen die vier LEDs die Controllernummer und den jeweiligen Status an. Im April 2008 stellte Sony die Produktion des Sixaxis ein. Daraufhin wurde der DualShock 3 zum Standardcontroller der PS3.

### DualShock 3

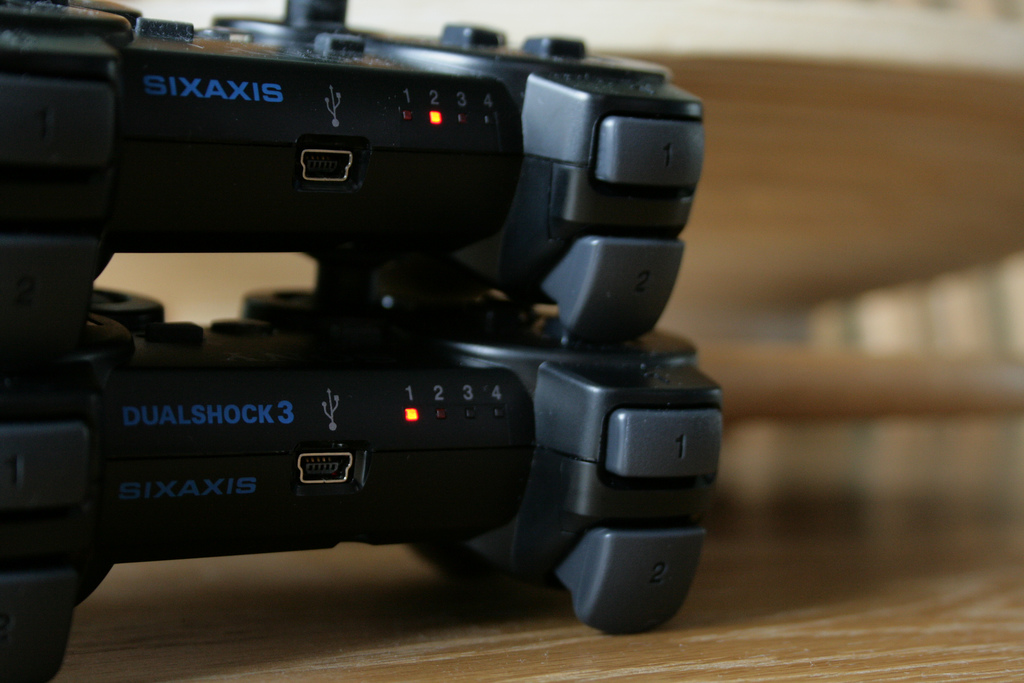
Vergleich Sixaxis- und DualShock-3-Controller

Sony führte im November 2007 in Japan den Nachfolger des DualShock-2-Controllers ein, der im Gegensatz zum Sixaxis wieder über eine Rüttelfunktion verfügt. Seit Juli 2008 ist der DualShock 3 in Europa erhältlich. Da der Controller auch die Sixaxis-Funktionen seines Vorgängers beherrscht, ist auf dem Controller sowohl der DualShock-3-, als auch der Sixaxis-Schriftzug zu finden. Der Rüttel-Effekt entspricht in der Stärke dem des DualShock 2, da die gleichen Motoren verwendet werden. Die Akkulaufzeit verkürzt sich je nach Benutzung der Rüttelfunktion, liegt jedoch immer noch bei etwa 27 bis 31 Stunden. Zur Markteinführung des DualShock 3 boten bereits einige Spiele (z. B. Ratchet & Clank: Tools of Destruction oder Burnout Paradise) Unterstützung für die Rüttelfunktion, teilweise wurde sie auch im Rahmen einer Softwareaktualisierung nachgereicht (etwa bei MotorStorm). Voraussetzung für die Unterstützung des DualShock 3 ist die Firmware-Version 1.94 (oder neuer).

### PlayStation Move
Am 15. September 2010 ist ein bewegungsempfindlicher Controller namens PlayStation Move zur PlayStation-Produktfamilie dazugekommen, der eine ähnliche Funktionalität wie die Fernbedienung der Wii bietet. Am 15. April 2011 gab Sony bekannt, dass seit dem Release von Move ca. acht Millionen Einheiten des bewegungsempfindlichen Controllers verkauft wurden.

### Bluetooth-Fernbedienung (BD Remote)

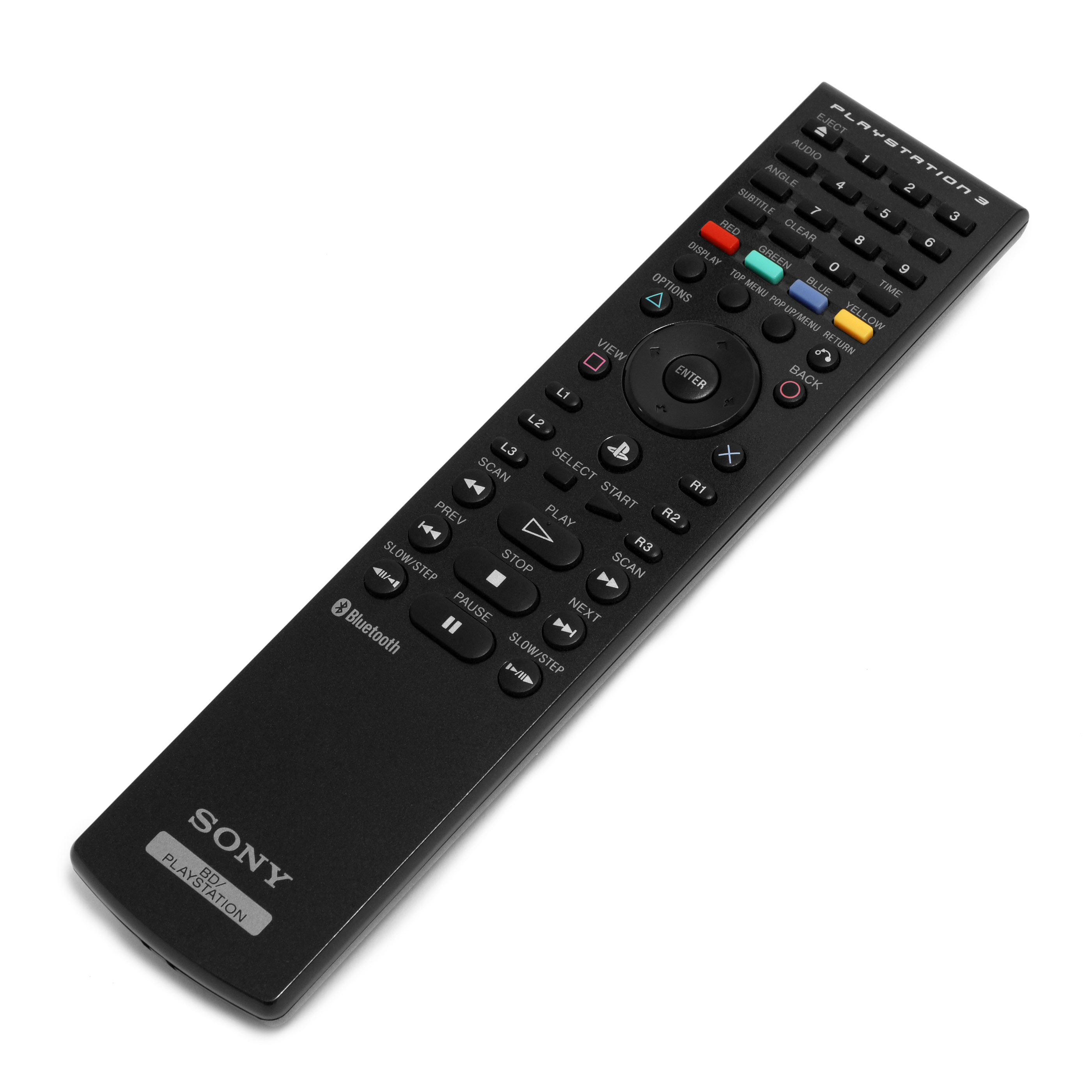
Bluetooth-Fernbedienung

Wie schon für die PlayStation 2 gibt es auch für die PlayStation 3 eine Fernbedienung zur Steuerung des Systems (vorrangig Videowiedergabe). Diese wird über Bluetooth an das System angebunden, während ihr Vorgänger die PlayStation 2 über Infrarot steuerte. Sie weist alle gängigen Funktionen für die Wiedergabe von DVDs und Blu-ray-Discs auf, steuert aber auch die Wiedergabe aller anderen Formate wie z. B. Fotos und MP3-Dateien. Außerdem enthält sie bis auf die beiden Analogsticks und die Neigungssensoren alle Tasten des SIXAXIS-Controllers, wodurch es möglich ist, im begrenzten Maße über die Fernbedienung zu spielen. Bei ihrer Verwendung verringert sich die Zahl der registrierbaren Controller auf sechs, da die Fernbedienung als „Controller 7“ angemeldet wird.

### PlayStation Eye

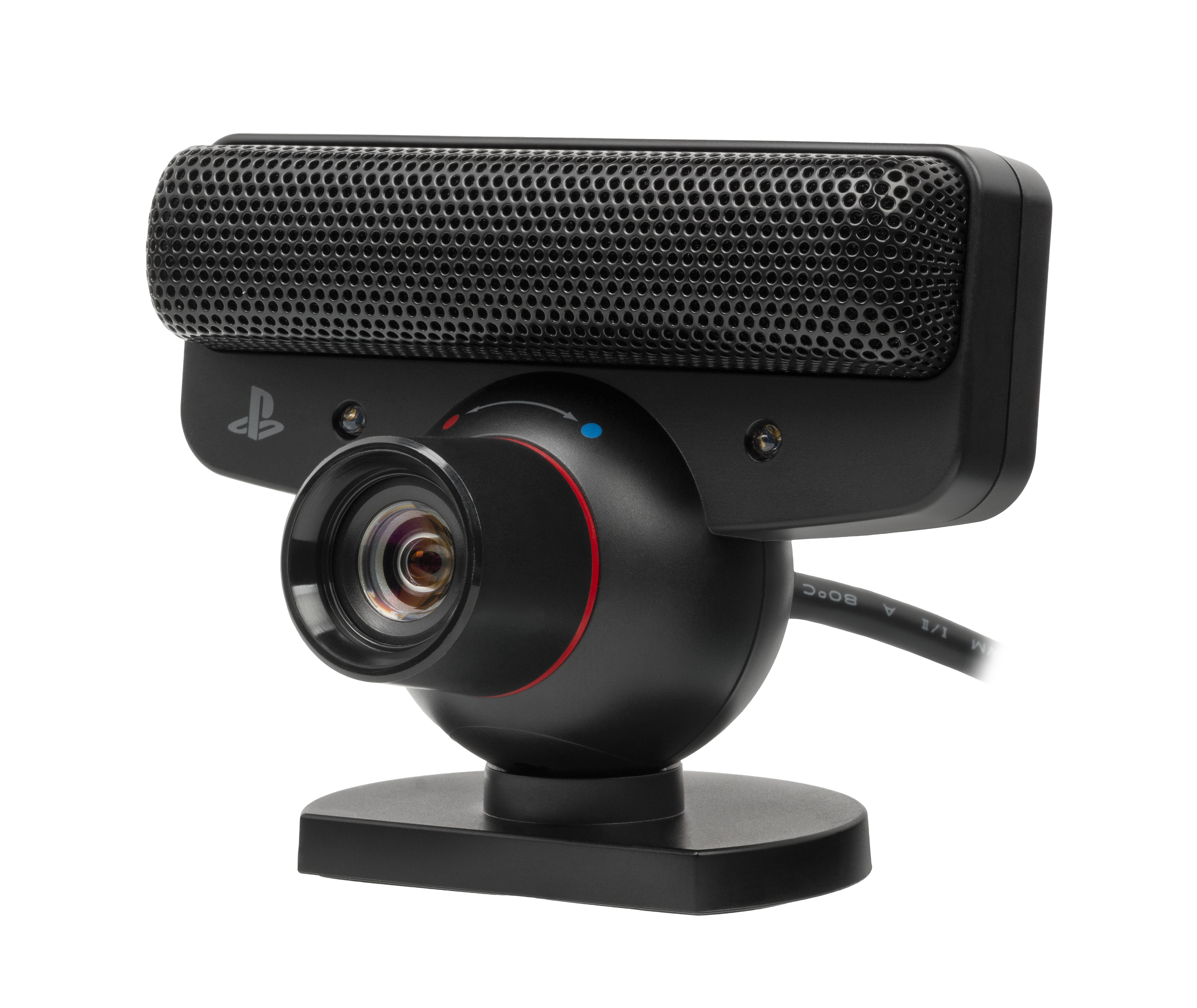
PlayStation Eye

Als Nachfolger der bekannten EyeToy-Kamera hat Sony das PlayStation Eye vorgestellt. Dabei handelt es sich um eine USB-Kamera mit einer Auflösung von 640×480 Pixeln bei 60 Hz und 320×240 bei 120 Hz. Gegenüber dem Vorgänger besitzt die Neuentwicklung eine entscheidend verbesserte Lichtempfindlichkeit und ein Vier-Kapsel-Mikrofon, welches eine intelligente Sprachaufnahme aus jeder Richtung ermöglicht. Zusätzlich kam eine Zoomfunktion hinzu, welche zwei Zoomeinstellungen zulässt. Am 24. Oktober 2007 wurde die Software EyeCreate zum kostenlosen Herunterladen zur Verfügung gestellt, mit welcher Bilder, Videos und Audioaufnahmen auf der Festplatte gespeichert, exportiert und mit verschiedenen Effekten belegt werden können. Verwendung findet die Kamera zukünftig nicht nur in kameragesteuerten Spielen wie EyeToy, sondern auch als Add-on für Spiele wie z. B. SingStar, in PlayStation Home und im Videochat mit anderen PlayStation-Besitzern. Es wird in zukünftigen Spielentwicklungen möglich sein, das Gesicht des Spielers auf die Spielfigur im Spiel zu übertragen (Tiger Woods PGA Tour 08), indem die Kamera den Spieler dreidimensional abtastet. Dazu erschien auch im September 2009 das Spiel „EyePet“, indem ein virtuelles Tier dargestellt wird. Dieses „Tier“ kann man über die Kamera „erziehen, füttern und spielen“. Erscheinungstermin der PlayStation Eye war der 21. November 2007.

### Buzz!-Wireless-Buzzer

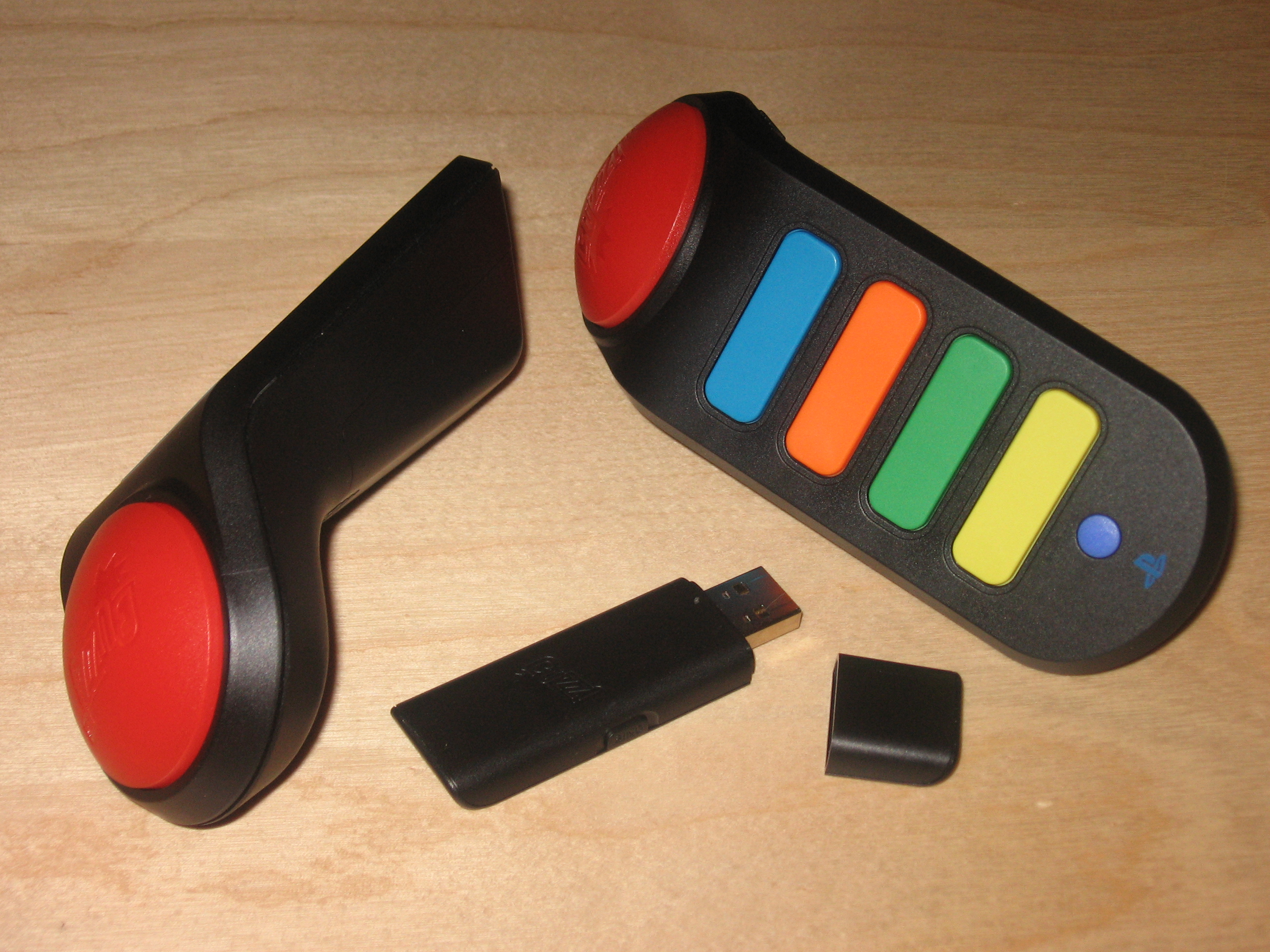
Wireless-Buzzer

Für das Quizspiel Buzz! führte Sony für die PlayStation 2 eigene Spielcontroller ein. Es handelte sich um ein Set aus vier kabelgebundenen Buzzern, welche zusammen an einen USB-Anschluss der Konsole angeschlossen werden. Die Buzzer haben auf der Oberseite einen großen, runden, illuminierbaren Buzzer und vier farbige Antworttasten. Die seit Juli 2008 von Sony angebotenen und von Namtai produzierten Wireless-Buzzer sind sowohl zur PlayStation 3 als auch zur PlayStation 2 kompatibel. Ebenso können kabelgebundene Buzzer für die PS3-Version von Buzz! benutzt werden. Geliefert werden ein USB-Stick mit Empfänger und vier Wireless-Buzzer in einer Aufbewahrungstasche. Es wird dabei die gleiche Funktechnik wie bei kabellosen Tastaturen und Mäusen benutzt (kein Bluetooth). Die Buzzer sind für alle Spiele der „Buzz!“- und „Buzz! Junior“-Reihe geeignet. Dabei können mit zwei Sets auch bis zu acht Spieler teilnehmen.

### SingStar-Mikrofone

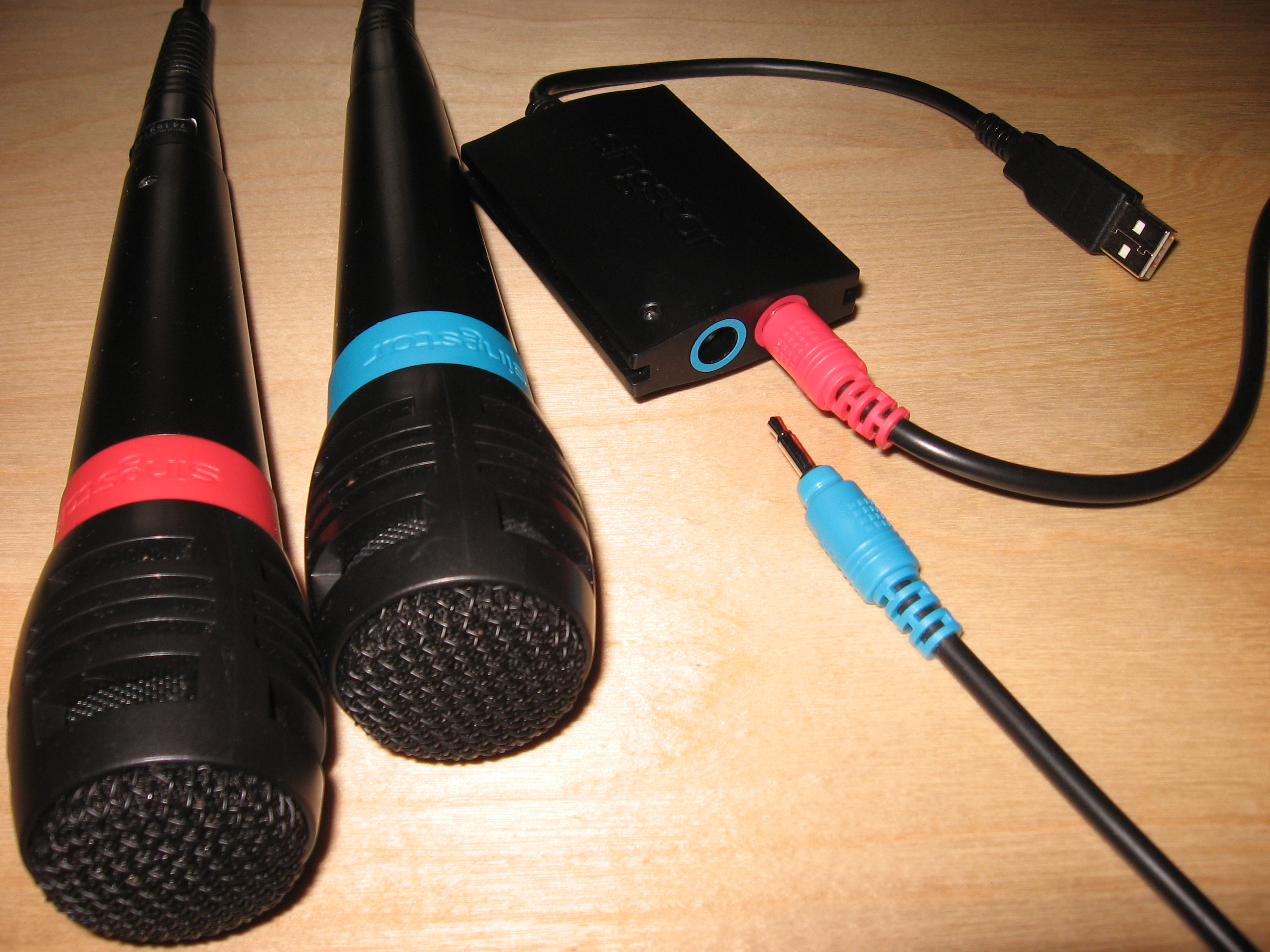
Kabelgebundene SingStar-Mikrofone mit USB-Konverter

Wie bereits bei SingStar für die PS2 werden auch bei der PS3-Version des Karaoke-Spiels wahlweise Mikrofone mitgeliefert. Diese existieren in einer kabelgebundenen und einer kabellosen Ausführung. Bei den kabelgebundenen Mikrofonen handelt es sich um die gleichen wie bei der PlayStation 2. Diese sind Mono-Mikrofone und werden an einem mitgelieferten USB-Konverter angeschlossen, welcher mit dem USB-Anschluss der PlayStation verbunden wird. Es ist ohne weiteres möglich, die Mikrofone an einem normalen 3,5-mm-Klinkenanschluss zu betreiben. Der USB-Konverter wird – an einem PC angeschlossen – unter Windows und Ubuntu als Mikrofon erkannt und automatisch installiert, wobei die beiden Klinkenschlüsse jeweils als ein Mono-Kanal arbeiten. Mit den beiden angeschlossenen Singstar-Mikrofonen sind Stereo-Aufnahmen am Computer möglich.

Wireless-SingStar-Mikrofone

Seit dem 25. März 2009 sind die lange im Vorfeld angekündigten Wireless-SingStar-Mikrofone in Deutschland im Handel erhältlich. Die Mikrofone werden zu einem späteren Zeitpunkt auch im Bundle mit der SingStar Pop Edition vertrieben. Für die Verbindung ist nach wie vor ein mitgelieferter USB-Konverter erforderlich. Dieser wird – wie schon bei den kabelgebundenen Mikrofonen – an einen USB-Anschluss der PlayStation angeschlossen. Im Gegensatz zur kabelgebundenen Ausführung wird die Verbindung vom Konverter zu den Mikrofonen nun kabellos hergestellt. Eine Möglichkeit, die Mikrofone direkt per Bluetooth an die PlayStation 3 anzuschließen, besteht nicht. Somit wird weiterhin die Abwärtskompatibilität der Mikrofone zur PlayStation 2 gewährleistet.

### Gitarre
Für das Spiel Guitar Hero III wurde ein kabelloser Controller in Form einer Les-Paul-Gitarre entwickelt. Auf dem Griffbrett befinden sich fünf farbige Tasten, die zur gespielten Musik in der richtigen Kombination gedrückt werden müssen, während gleichzeitig ein zurückfedernder Kipphebel – anstelle von Saiten – angeschlagen wird.

### PlayTV
Am 17. September 2008 wurde „PlayTV“ in Deutschland eingeführt, ein DVB-T-Doppeltuner, der über USB angeschlossen wird. Im Lieferumfang ist eine Software, die dem PlayStation-Menü ein neues Symbol hinzufügt. PlayTV ist dank eines Doppeltuners in der Lage, eine TV-Sendung auf die interne Festplatte aufzuzeichnen, während ein anderer TV-Kanal angesehen wird. Außerdem verfügt das System über einen Elektronischen Programmführer, mit dem man Aufnahmen programmieren kann.

### Bluetooth-Headset
Das Bluetooth-Headset ist mit allen PlayStation-3-Systemen und mit den meisten Bluetooth-fähigen Handys kompatibel. Die Sprechzeit beträgt bis zu 8 Stunden, die Standby-Zeit bis zu 300 Stunden. Die Ladezeit beträgt ca. 3 Stunden. Die Funktionsweite des Headsets liegt bei etwa 10 Meter.

### Bluetooth-Tastatur
Zur einfacheren Texteingabe kann auf einen Controller ein Wireless Keypad gesteckt werden. Es besitzt einen Touchpad Modus, der die Haupttasten in eine Art Maus verwandelt. Das Keypad hat Bluetooth 2.0 und funktioniert in bis zu 10 Metern Entfernung. Stattdessen kann jedoch auch eine Tastatur mit konventionellerem Aussehen erworben werden.

## PlayStation Network

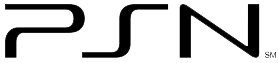
Logo des PlayStation Networks

Das „PlayStation Network“ ist Sonys kostenloser Online-Dienst für die PlayStation, der erstmals mit dem Verkaufsstart der PlayStation 3 im November 2006 eingeführt und auf die anderen Sony-Konsolen ausgeweitet wurde. Er stellt somit das Gegenstück zu Microsofts Xbox Live für die Xbox-Familie dar. Das PlayStation Network dient zur Vernetzung der PlayStation-Spieler untereinander (bspw. für kostenlose Mehrspieler-Partien) und als Online-Vertriebsplattform für Spiele und verschiedene andere Services.
Jeder PlayStation-3-Nutzer muss – ähnlich wie in PC-Betriebssystemen – zwingend einen Benutzer im Konsolenmenü erstellen. In diesem kann der Nutzer im Konsolenmenü eine Online-ID für das PlayStation Network erstellen und ihn mit dem Benutzernamen auf der Konsole verknüpfen (aktivieren).
- Eine Online-ID kann auf zwei Konsolen gleichzeitig aktiviert werden, wodurch es möglich ist, heruntergeladene und gekaufte Inhalte auf mehreren Konsolen gleichzeitig zu nutzen. Eine Online-ID kann aber nicht mehrmals zur gleichen Zeit im PlayStation Network angemeldet sein.
- Werden mehrere Benutzer auf einer Konsole erstellt, z. B. für Familienmitglieder oder WG-Bewohner, können alle Benutzer über die Inhalte verfügen, die ein anderer auf dieser Konsole installiert hat.

Somit ist es möglich, das von Online-ID A gekaufte und heruntergeladene Spiel X auf Konsole 1 mit der Online-ID A und auf Konsole 2 mit Online-ID B gleichzeitig zu spielen, solange Online-ID A auf Konsole 2 aktiviert (vorhanden) ist. Die Aktivierung einer Online-ID ist mit der Seriennummer der Konsole verknüpft. Wenn eine Konsole zur Reparatur gegeben wird, ausgetauscht wird oder verkauft wird, sollte die Online-ID vorher unbedingt deaktiviert werden. Seit April 2019 ist es möglich seine Online ID zu ändern, die erste Änderung ist kostenlos, danach kostet jede Änderung 9,99 €. Die Änderung ist über Konsole PS4/PS5, Browser und der PS App möglich.

## Spiele

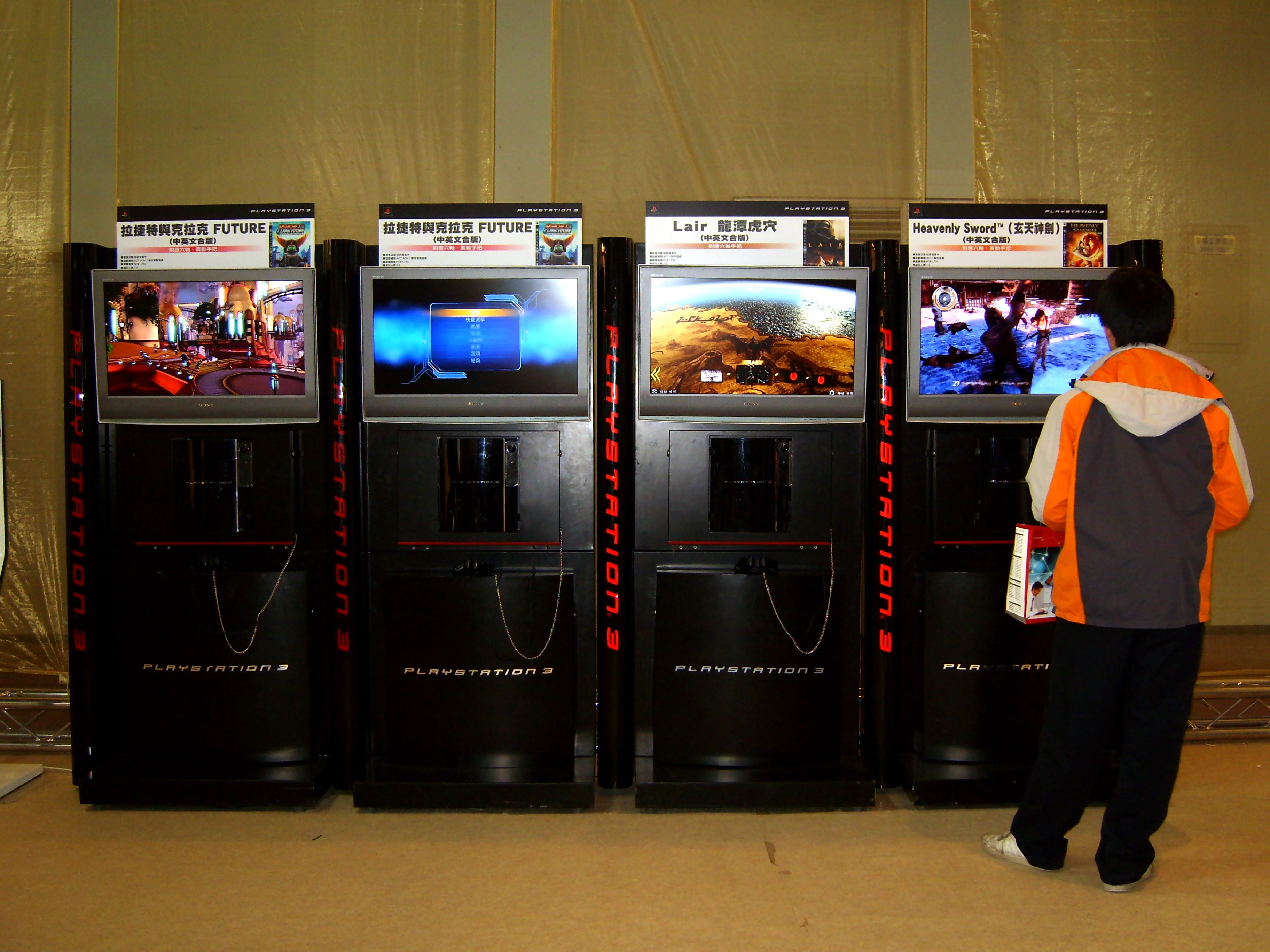
Verschiedene PS3-Spiele auf der 2007 Taipei IT Month

### Launchtitel
Folgende Videospiele erschienen zum Release der PlayStation 3:

- Call of Duty 3
- Blazing Angels: Squadrons of WW2
- Def Jam: Icon
- Enchanted Arms
- Fight Night Round 3
- Formula One Championship Edition
- Full Auto 2: Battlelines
- Genji: Days of the Blade
- Marvel: Ultimate Alliance
- Mobile Suit Gundam: Target in Sight
- MotorStorm
- NBA Street Homecourt
- NHL 2K7
- Tiger Woods PGA Tour 07
- Need for Speed: Carbon
- Resistance: Fall of Man
- Ridge Racer 7
- Sonic the Hedgehog
- Tom Clancy’s Splinter Cell: Double Agent
- Tony Hawk’s Project 8
- The Godfather: The Don's Edition
- Untold Legends: Dark Kingdom
- Virtua Tennis 3
- Virtua Fighter 5
- World Snooker Championship 2007

## Besonderheiten und Modifikationen
Anders als bei den Vorgängermodellen versucht Sony, die PlayStation 3 nicht nur als Spielekonsole, sondern als vollwertigen PC-Ersatz und Abspielgerät für Blu-ray Discs zu vermarkten. Die Vielseitigkeit soll u. a. durch die zahlreichen Schnittstellen, die das Gerät z. B. internettauglich machen, und den Einsatz des Betriebssystems Linux erreicht werden. Mit der Firmware 3.21 wurde allerdings die Fähigkeit entfernt, ein Linux als alternatives Betriebssystem zu nutzen.

### Blu-ray-Player

Logo des Blu-ray-Standards

Die beiden amerikanischen Fachzeitschriften Home Theater Magazine und Ultimate AV erteilten dem integrierten Blu-ray-Spieler der Konsole in Tests sehr gute Bewertungen und stellten unter anderem fest, dass die Wiedergabequalität die vieler Blu-ray-Disc-Player übertrifft. Das Convergence Panel der European Imaging and Sound Association ernannte die PS3 zum besten Media-Center-Produkt 2007/2008.
Durch das Firmware-Update 2.20 wurde die PS3 das erste Blu-ray-Wiedergabegerät mit Unterstützung des BD-Live-Features.
Ferner kann die Konsole Blu-ray-Discs über HDMI sowohl mit 1080p24 als auch in stereoskopischem 3D wiedergeben, sofern das Videomaterial in diesen Formaten auf die Blu-ray-Discs aufgezeichnet wurde und das Ausgabegerät (Fernseher/Projektor) eine solche Wiedergabe ebenfalls unterstützt. Anders als bei anderen Blu-ray-Playern genügte bei beidem ein Firmware-Update, da die erforderliche Hardware bereits in der Konsole verbaut war (24p-Wiedergabe seit Firmware 1.80; 3D-Wiedergabe seit Firmware 3.50). Falls das Ausgabegerät keine 24p-Wiedergabe unterstützt, rechnet die Konsole vor der Wiedergabe der Blu-ray-Disc das Signal im 3:2-Pulldown-Verfahren in ein 60-Hz-Signal um.

### Software
Konsolen sind in der Regel geschlossene Systeme. Die Hersteller kontrollieren streng, welche Software auf der Maschine laufen darf. Dies ist integraler Bestandteil des Geschäftsmodells, um eventuelle Subventionen der Hardware über Lizenzgebühren wieder einzuspielen. Neben den offiziellen Entwicklern gibt es stets auch Versuche von interessierten Dritten, insbesondere von der sogenannten Homebrew-Gemeinde, systemfremde Software zum Laufen zu bringen. Vergleichbares gilt für Zusatzhardware.

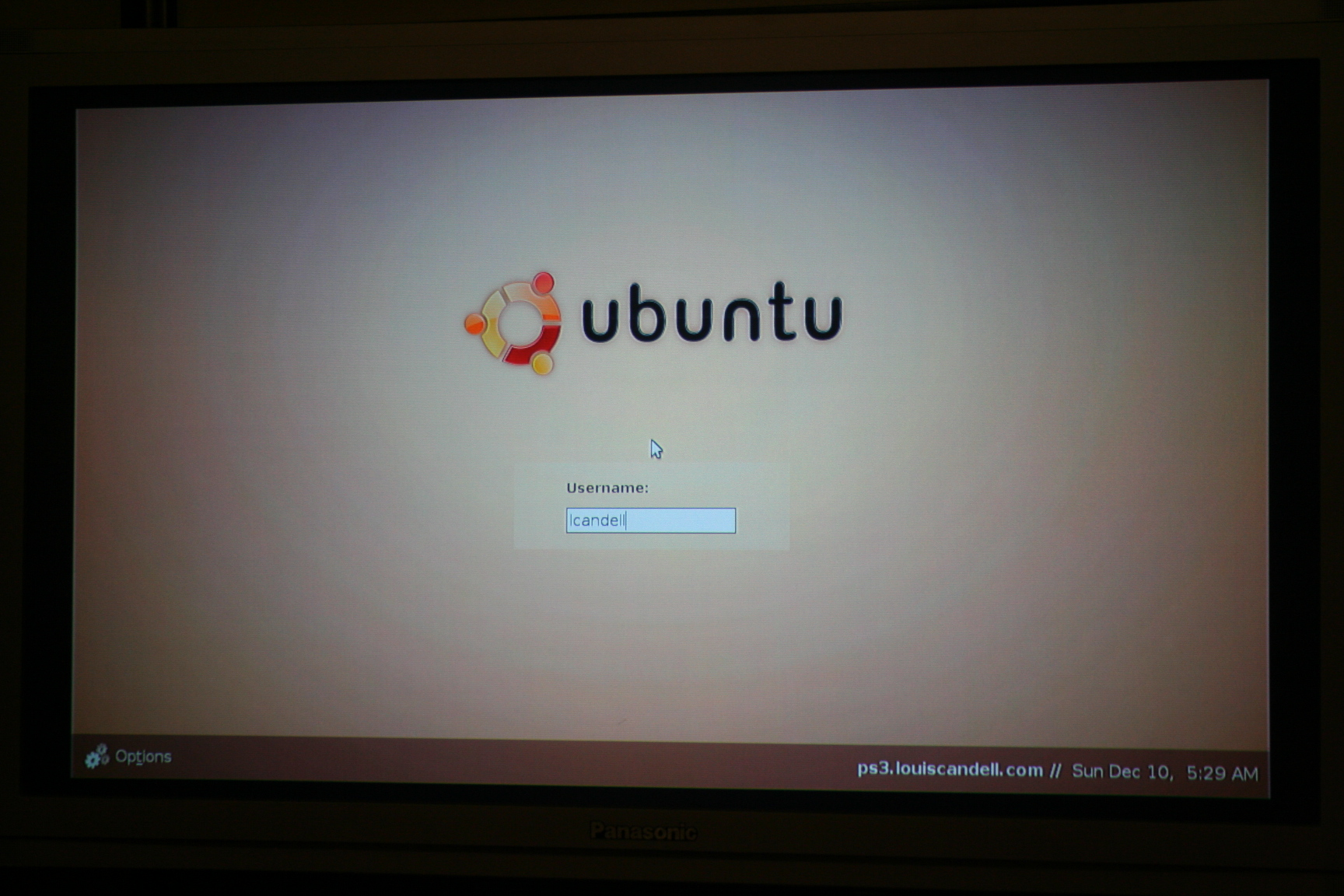
Ubuntu auf der PS3

In der Vergangenheit bündelten oft Softwarepiraten und Homebrew-Hacker ihre Kräfte, um Zugang zu den Systemen zu erhalten. Sony hat dem vorgegriffen und die Installation eines „anderen Systems“ integriert. Allerdings wurde diese Möglichkeit mit der Veröffentlichung der PS3 Slim (CECH-2000) wieder entfernt. Für ältere Hardware-Revisionen der Konsole ist diese Fähigkeit nur bis zur FW 3.15 nutzbar. Die nötige Unterstützung haben Sony und IBM dem Linux-Kernel hinzugefügt. Es können somit viele PowerPC-fähige Linux-Distributionen installiert werden, vor allem, da die nötigen Erweiterungen mittlerweile im Standardkernel verfügbar sind. So kann man dann mit einer USB- oder Bluetooth-Tastatur und den Bild- und Tonausgabegeräten die PlayStation 3 wie ein Desktop-PC oder einen Multimedia-Center-PC nutzen. Wenn die PlayStation 3 unter einem alternativen Betriebssystem läuft, ist aber beispielsweise ein direkter Zugriff auf den Grafik-Prozessor nicht möglich, stattdessen wird von Sony lediglich erlaubt, über einen Hypervisor in den Bildspeicher zu schreiben. Eine Hardware-Beschleunigung über die Grafikkarte ist weder in 2D, 3D noch für OpenGL möglich, was grafisch anspruchsvolle Anwendungen unter der Linux-Oberfläche verhindert. Es existierte aber mit bestimmten Firmware-Versionen zwischenzeitlich ein Schlupfloch, das erste Portierungen des Nouveau-Treibers möglich gemacht hat. Außerdem ist ein OpenGL-Treiber auf Basis von Gallium3D in Arbeit, der die Besonderheiten des Cell-Prozessors für Grafikbeschleunigung nutzt. Neben diesem wird auch ein Framebuffer-gestützter Treiber entwickelt, der sich ebenfalls den Cell-Prozessor als Ersatz für die fehlende Hardware-Beschleunigung zu Nutze macht. Trotzdem gilt für Entwickler von grafisch aufwändigen Anwendungen oder Spielen, dass ein Lizenzabkommen mit Sony Computer Entertainment erforderlich ist.
Mittlerweile sind mehrere Linux-Distributionen erschienen, die auf der PlayStation 3 lauffähig sind. Das Unternehmen Terra Soft Solutions veröffentlichte schon vor dem Europastart der Konsole die Version 5.0 seiner PowerPC-Linux-Distribution Yellow Dog Linux für die PlayStation 3; diese Linux-Distribution wird offiziell von Sony unterstützt. Mit Erscheinen der Version 6.1 unterstützte Yellow Dog Linux als erste Distribution die Nutzung der 256 MB Grafikkartenspeicher als Swap-Partition, was die Anwendbarkeit der PlayStation 3 als Desktop-Plattform verbesserte. Inzwischen hat diese Erweiterung auch Einzug in den Linux-Kernel 2.6.29 erhalten und ist somit auch in anderen PS3-fähigen Distributionen nutzbar. Weiterhin ist eine Live-CD mit Debian 4.0 verfügbar, die ohne Festplatteninstallation läuft und auf dem Kernel 2.6.16 basiert sowie einen Gnome-Desktop 2.14 und den Webbrowser Mozilla Firefox in der Version 1.5.0.7 bietet. Eine Installation und ein Update sind wie gewohnt möglich. Ebenso lauffähig ist openSUSE 11 in der für PPC kompilierten Version. Ab Firmware 1.60 ist auch Ubuntu ab Version 7.04 (Feisty Fawn) mit der PlayStation 3 kompatibel.
Phil Harrison, Chef von Sony Computer Entertainment Worldwide Studios, erklärte zur Möglichkeit, Linux auf der Konsole zu nutzen: „Die PlayStation 3 mit ihrem Betriebssystem Linux ist ein vollwertiger Computer, ein PC ist überflüssig.“ Da die Konsole im Vergleich zu den meisten heute verwendeten Computern über einen relativ kleinen Arbeitsspeicher verfügt, kann es allerdings in einigen Einsatzbereichen zu Einschränkungen kommen.
Mit dem am 1. April 2010 herausgekommenen Firmwareupdate 3.21 wurde die Möglichkeit entfernt, ein zusätzliches Betriebssystem wie Linux zu nutzen. Wer dieses Update nicht installiert, kann sich nicht mehr im PlayStation Network anmelden. Bei neuen PS3-Spielen und Blu-ray-Filmen ist es ebenfalls vorausgesetzt. Sony will sich damit vor Urheberrechtsverletzungen schützen.
Seit August 2010 existiert ein Jailbreak für die PlayStation 3, der das Ausführen von inoffizieller Software ermöglicht. Dabei wird die Konsole mit Hilfe von USB-Dongles, iPod touch, iPhone oder verschiedenen HTC-Handys bei jedem Start in den Debug-Modus gebracht. Da Schwarzkopien der Spieleindustrie schaden, verhindert Sony die Nutzung des USB-Jailbreaks seit der Firmwareversion 3.42.
Am 29. Dezember 2010 wurde auf dem 27. Chaos Communication Congress in Berlin von dem Hackerteam „fail0verflow“ bekannt gegeben, dass das Verschlüsselungssystem der PlayStation 3 geknackt wurde. Insbesondere habe man entdeckt, dass Sony für digitale Signaturen immer die gleiche Zufallszahl nutze. Dadurch habe man den privaten Schlüssel für den verwendeten Elliptic Curve Algorithmus (ECDSA) errechnen können. So könne man nun alle Dateien (mit Ausnahme von Spielen) auf der PS3 mit der gleichen Gültigkeit wie Sony signieren.
Seit der Firmware 4.81 existiert eine neue Jailbreak-Methode die nicht traditionell über ein Hardware-Gerät namens „E3-Flasher“ ausgeführt wird. Diese Methode erlaubt es dem Nutzer seine Playstation 3 über den Browser zu flashen. Nachdem man den Exploit ausgeführt hat, muss die Playstation 3 neugestartet werden, über einen USB-Stick kann man sich anschließend eine Custom Firmware über die normale Systemaktualisierung laden. Diese Methode, genauso wie die E3-Flasher Methode, funktioniert nur auf Playstation 3 Modellen, die Kompatibel zu der 3.55 Firmware sind, führt man den Exploit auf inkompatiblen Modellen (neuere Slim und Superslim Modelle) aus, führt dies zu einem Hardbrick der Konsole. Der Exploit nutzt WebKit um die Schwachstelle auszunutzen.
Neben der Methode, die Playstation 3 über den Browser zu flashen um Custom Firmware zu installieren, wurde eine weitere Methode entwickelt, die Playstation 3 zu jailbreaken. Hierbei wird dem Nutzer nicht die Möglichkeit gegeben, über die Systemaktualisierung CFW zu installieren. Bei dieser Methode wird ein Homebrew-Enabler installiert, mit diesem Programm kann man auf offizieller Firmware Homebrew Applikationen installieren und ausführen. Das Besondere an dieser Methode ist, dass sie mit jedem Playstation 3 Modell kompatibel ist, allerdings muss man beachten, dass nicht alle Homebrews kompatibel sind.

### Hardware
Die Systemhardware der PlayStation 3 basiert auf einem von Sony Open-Platform genannten Konzept, das aus Unternehmenssicht den Zugang zu Systemkomponenten im Vergleich zu den Vorgängermodellen vereinfachen soll. Die Festplatte kann vom Benutzer ähnlich wie bei einem Notebook aufgerüstet werden. Mittlerweile ist es durch Fremdzubehör möglich, über ein SATA-Kabel bis zu 750 GB große 3,5-Zoll-Festplatten zu betreiben. Spezielle Platinen ermöglichen es, zwischen externen Festplatten und der internen 2,5-Zoll-Festplatte umzuschalten, und bieten USB-2.0-Unterstützung, um Daten von und zu diesem Laufwerk zu kopieren.

## Technische Spezifikationen
Der Cell-Broadband-Engine-Prozessor der PlayStation 3 erreicht eine theoretische Rechenleistung von 230,4 Giga-FLOPS, was rein rechnerisch die Rechenkapazität der von Microsoft entwickelten Xbox 360 um mehr als das Doppelte übertrifft. Die tatsächliche Nutzleistung hängt stark von der Anwendung und dem Optimierungsaufwand ab. In der Paradedisziplin, Matrizenmultiplikation mit einfacher Genauigkeit, erreichen acht Synergistic Processing Units tatsächlich etwa 201 GFLOPS bei einer theoretischen Spitze von 204,8 GFLOPS. Unter doppelter Genauigkeit jedoch reduziert sich die Performance um den Faktor 14 auf etwa 15 GFLOPS. Vergleicht man die Ergebnisse des LINPACK-Benchmarks bei doppelter Genauigkeit, liegt der Cell mit 14,63 GFLOPS etwa gleichauf mit einem auf 3,6 GHz getakteten Intel Pentium 4. Der Leistungseinbruch lässt sich durch die fehlende Unterstützung der SPEs für Berechnungen in doppelter Genauigkeit erklären. Bei entsprechender Optimierung kann die Performance des Cell jedoch auf bis zu 100 GFLOPS (Double Precision) unter LINPACK gesteigert werden.
Bei einem Test unter Linux wurde der PS3-Cell gegen einen Core 2 Duo mit 2,4 GHz verglichen. Die Open-Source-Bibliothek „OpenCV“, die zum Test verwendet wurde, stammte dabei aus der Entwicklung der Intel Corporation. Das Ergebnis waren bis zu 27-mal schnellere Berechnungen mit dem Cell gegenüber der 2,4 GHz schnellen Doppelkern-CPU von Intel.
Unter einem Video-Transkodierungs-Tool von Fixstars erreicht der Prozessor eine Leistung von 29 FPS. Damit liegt der Cell-Prozessor deutlich vor Intels Core i7 965 XE mit rund 18 fps und etwa gleichauf mit einer Nvidia Geforce GTX-285 in Kombination mit dem CUDA-Encoder Badaboom.

### Prozessor
| - Cell Broadband Engine Prozessor, bestehend aus: - einem Power Processor Element (PPE, General Purpose CPU) - sieben aktiven Synergistic Processing Elements (SPE, Stream Processing) - einem Element Interconnect Bus (EIB, verbindet SPEs, PPE, Memory Controller und I/O-Controller untereinander) | - PPE: - PowerPC-970-kompatibler Kern - zweifach SMT - Taktrate: 3,2 GHz - L1-Cache: 32 KB Instruktionen, 32 KB Daten - 512 KB L2-Cache - Eine VMX-Einheit | - Jedes SPE verfügt über: - Synergistic Processing Unit (SPU): RISC-Kern mit 128 Bit SIMD-Architektur - 128 × 128 Bit Register-File - 256 KB lokaler Speicher (local store) - Memory Flow Controller (MFC), bestehend aus DMA-Controller, MMU und Bus-Interface - 4 Berechnungen parallel (insgesamt 24 Berechnungen parallel bei 6 aktiven SPEs) |

Eine der insgesamt acht SPEs ist deaktiviert, um die Produktionsausbeute zu erhöhen. Eine der SPEs läuft in einem speziellen Modus unter Kontrolle des Hypervisors. Für Spiele bzw. Linux stehen daher noch sechs SPEs zur freien Verfügung.

### Grafikprozessor
| - Nvidia RSX („Reality Synthesizer“) mit 500 MHz - Basierend auf Nvidias GeForce 7800 GTX (NV47) - Vielseitig programmierbare Parallel-Floating-Point-Shader-Pipelines - Unterstützt S3 Texture Compression (DXT1-5) - Shader-Modell-3.0-kompatibel, basierend auf CG Shader Language von Nvidia | - 24 Pixel-Shader Pipelines (5 Operationen pro Takt pro Pipeline) - 8 Vertex-Shader Pipelines (2 Operationen pro Takt pro Pipeline) - Theoretisch bis zu 192 GFLOP pro Sekunde (Pipeline gilt als anfällig für Stalls bei Texturzugriffen) - 128 Bit Pixel-Precision (32 Bit pro RGBA-Kanal) (theoretisch, eventuell zu wenig Speicherbandbreite) | - Multisample-Kantenglättung ist in Kombination mit Framebuffer-Setups wie LogLUV oder RGBM (meist verwendet für HDRR) ausführbar - 300,4 Millionen Transistoren (in 90 nm gefertigt; seit 2008 in 65 nm und seit 2010 in 40 nm) - 128 Bit breiter Bus zum lokalen Speicher - Zugriff auf sowohl Grafik- als auch Hauptspeicher (insgesamt 512 MB RAM) |

1. ↑  Im Gegensatz zu den Angaben vom Mai 2005 ist von einem Downclock des Grafikprozessors um 50 MHz auszugehen. Dies ergibt sich aus Angaben zur Rechenleistung pro Takt und dem Gesamtdurchsatz.
2. 1 2  Da sowohl der RSX als auch die Nvidia GeForce 7800 GTX bis zu 136 Shader-Operationen pro Taktzyklus ausführen können, schließt man beim RSX auf dieselbe Anzahl an Pixel- und Vertex-Shader-Piplines.

Ursprünglich sollte ein zweiter Cell-Prozessor für Grafikberechnungen zum Einsatz kommen. Im Laufe der Entwicklung entschied sich Sony jedoch für einen dedizierten Grafikprozessor des Unternehmens Nvidia. Um die Chipausbeute unter 90 nm zu erhöhen, wurden 4 der 28 ALU-Pipelines deaktiviert, zudem sind nur 8 von 16 Render Output Units aktiv. Der Reality Synthesizer gilt allgemein als weniger leistungsstark als der Grafikprozessor der Xbox 360.

### Random-Access Memory
- 256 MB XDR-DRAM Arbeitsspeicher mit 400 MHz und 25,6 GByte/s Bandbreite[86]
- 256 MB GDDR3-VRAM Grafikspeicher mit 650 MHz und 20,8 GByte/s Bandbreite[99]

Das Betriebssystem reservierte ursprünglich 120 MB RAM. Mit späteren Firmwareupdates reduzierte Sony das OS-Footprint kontinuierlich auf 50 MB (Stand: Februar 2010).
| Prozessor        | Arbeitsspeicher | Grafikspeicher |
| ---------------- | --------------- | -------------- |
| Cell (Lesen)     | 25,6 GByte/s    | 16 MB/s        |
| Cell (Schreiben) | 25,6 GByte/s    | 4 GByte/s      |
| RSX (Lesen)      | 20 GByte/s      | 20,8 GByte/s   |
| RSX (Schreiben)  | 15 GByte/s      | 20,8 GByte/s   |

### Abspielmedien und -geschwindigkeiten
- 2× Blu-ray Disc: PlayStation-3-BD-ROM, BD-Video (BD-ROM, BD-R, BD-RE)
- 8× DVD: PlayStation-2-DVD-ROM (nur die ersten Modelle), PlayStation3-DVD-ROM, DVD-Video (DVD-ROM, DVD-R, DVD-RW, DVD+R, DVD+RW)
- 24× CD: PlayStation-1-CD-ROM, PlayStation-2-CD-ROM, CD-DA, CD-R, CD-RW, DualDisc, SACD und SACD HD (nicht bei der Europa-40-GB-Version)

### Schnittstellen
| - 2× (4× nur beim 60-GB-Modell sowie beim amerikanischen 80-GB-MGS4-Modell) USB 2.0 an der Frontseite - 1× Ethernet (10BASE-T, 100BASE-TX, 1000BASE-T) - 1× WLAN (IEEE 802.11b/g, nicht beim CECHBxx-Modell) - Kartenleser für Memory Stick Pro, Memory Stick Pro Duo, SD- und CompactFlash-Karten (nur beim 60-GB-Modell sowie beim amerikanischen 80-GB-MGS4-Modell) - Bluetooth 2.0 (EDR) | - Controller: - 7× Bluetooth oder 4×/2× USB-Anschluss - W-LAN (PlayStation Portable) | - Bild- und Sound-Ausgänge - AV MULTI OUT - SCART mit RGB oder YPbPr (576i, 480i)1 - Composite Video (576i, 480i)1 - S-Video (576i, 480i)1 - Component Video (576i, 480i, 576p, 480p, 720p, 1080i, 1080p)1 - HDMI 1.3 Ausgang (576p, 480p, 720p, 1080i, 1080p)1 - optischer Digitalausgang |

1 Die Videoausgabe von 576i und 576p erfolgt nur bei PAL-Modellen, 480i und 480p werden nur bei NTSC-Modellen ausgeben oder bei PAL-Modellen, wenn das Videosignal 60 Hz liefert und das Gerät somit in den PAL-60-Modus (sofern vom Ausgabegerät unterstützt) wechseln muss, etwa bei Blu-ray Discs (sofern keine höhere Auflösung aktiviert ist).

### Unterstützte Dateiformate
Die PS3 unterstützt folgende Dateiformate:
| - Video - MPEG-1 - AVI - MPEG-2 (PS,TS) - H.264/MPEG-4 AVC - Motion JPEG - teilweise DivX und Xvid (ab FW 2.10) - teilweise WMV (ab FW 2.10) - VC-1 (ab FW 2.10) | - Musik - ATRAC (.oma .msa .aa3) - AAC (.3gp .mp4) - MP3 (.mp3) - WAV (.wav) - WMA (.wma) (ab FW 1.6) - Playlist (.pls .m3u) (ab FW 2.0) | - Bilddateien - JPG - GIF - PNG - TIFF - BMP |

Zudem beherrscht die Konsole das Rippen von Audio-CDs und erstellt dabei wahlweise MP3-, AAC- oder ATRAC-Dateien in einstellbarer Bitrate mit passenden Titel- und Albuminformationen aus dem Internet.

### Audiospezifikationen
| - Dolby Digital - Plus - 5.1 Kanäle | - DTS 5.1 Kanäle (ab FW 2.30) - LPCM 7.1 Kanäle - AAC |

Der Sound ist wahlweise in 2.0, 5.1 und 7.1 übertragbar. Dies ist jedoch von der Ausgabeart abhängig. So ist über den AV MULTI OUT (SCART) nur möglich 2.0-Sound auszugeben. Über den optischen Digitalausgang ist die Ausgabe in 2.0- und 5.1 Sound möglich. Die Ausgabe von 7.1-Sound ist nur über den HDMI-Ausgang möglich. Jedoch muss das Sound-System lineares PCM für 7.1 unterstützen. Ansonsten wird der Sound höchstens in 5.1 ausgegeben. Die Ausgabe in DTS-HD ist erst seit der Firmware-Version 2.30 möglich.

### Gehäuseabmessungen und Stromverbrauch
Die Konsole weist mehrere Belüftungsöffnungen, einen einzelnen großen Lüfter und Heatpipes auf. Sie wiegt etwa 5 kg. Ihre Außenabmessungen betragen (Höhe × Breite × Tiefe) 98 mm × 325 mm × 274 mm. Das Netzteil ist in das System integriert und verwendet einen dreipoligen IEC-Gerätestecker an der Basis des Gehäuses, die Slim- und Super-Slim-Modelle verwenden aufgrund der geringeren Leistungsaufnahme einen zweipoligen Kleingerätestecker der IEC-60320-C7-Norm. Alle aktuellen PS3-Netzteile sind als weltweit verwendbare Universalnetzteile (100–240 V/50–60 Hz) ausgelegt. Die außen angebrachten Kennzeichnungen beziehen sich lediglich auf die jeweilige Marketing-Region.
Die Leistungsaufnahme der ersten Konsolengenerationen liegt nach Angaben von Sony im Betrieb bei 150–200 Watt. Als maximale Leistungsaufnahme wird 380 Watt angegeben. Messungen zeigen einen realen Stromverbrauch von 1,0 Watt im Standby, 179,0 Watt im Idle-Zustand und 203,0 Watt im Betrieb.
Durch den Shrink des Cell-Prozessors von 90 nm auf 65 nm wurde die Leistungsaufnahme auf ca. 135 W gesenkt. Weitere Einsparungen im Verbrauch gibt es bei der PS3-Slim-Version (seit September 2009): 79–103 W im Betrieb und 0,5 W im Standby. Eine weitere Überarbeitung des Modells Anfang 2010 (intern „CECH-2100A“) mit 40-nm-Technik verbraucht noch 78–83 W.
Das Gewicht der Slim-Version beträgt 3,2 kg und die Abmessungen betragen (Höhe × Breite × Tiefe) 65 mm × 290 mm × 290 mm.
Das Gewicht der Super-Slim-Version (CECH-4000-Serie) beträgt 2,1 kg und die Abmessungen betragen (Höhe × Breite × Tiefe) 60 mm × 290 mm × 230 mm.

## Bekannte Probleme
Einer der Hauptdefekte an der Konsole wird umgangssprachlich als „Yellow Light of Death“ (kurz meist „YLOD“ genannt) bezeichnet – analog zum vorher bekannt gewordenen Problem der Xbox 360 mit ähnlicher Ursache, dem „Red Ring of Death“ (RROD). Dabei leuchtet die Power-LED nach dem Einschalten kurz grün, dann gelb, dann nach dreimaligem Piepen rot blinkend. Das ist eine allgemeine Fehlermeldung, welche besagt, dass ein Selbsttest nicht bestanden wurde. Ursprünglich wurde als Schadensmechanismus für die übermäßige Anzahl betroffener Geräte angenommen, dass durch Überhitzen sowie das verwendete bleifreie Lot die Lötverbindungen zwischen Grafikprozessor und Mainboard brüchig werden.
Später zeigte sich jedoch, dass das eigentliche Problem in dem bei der Flip-Chip-Montage der GPU verwendeten Underfill liegt – einem speziellen Kleber, dessen Aufgabe darin besteht, mechanische Spannungen, welche durch Temperaturunterschiede zwischen Die und Substrat entstehen, gleichmäßig zu verteilen. Das Underfill verfügt bei der GPU der Playstation 3 über eine zu gering ausgelegte Glasübergangstemperatur, wodurch es im Betrieb vorzeitig erweicht. Daher kann es den Schutz der Lötverbindungen gegen durch selbst im Normalbetrieb aufgrund von Temperaturunterschieden entstehende mechanische Spannungen nicht länger gewährleisten, was zu einem Brechen der Lötverbindungen zwischen Die und Substrat führt. Tatsächlich handelte es sich um ein industrieweites Problem, von dem auch zahlreiche andere Produkte wie etwa die Xbox 360 („Red Ring of Death“) sowie viele Notebooks und Grafikkarten betroffen waren. Da dieser Effekt bereits im Normalbetrieb unter den vorgesehenen Betriebstemperaturen auftritt, spielen die Kühlleistung, mögliche Überhitzungsprobleme sowie das bleifreie Lot zwischen Substrat und Mainboard allenfalls eine untergeordnete Rolle, wobei geringere Betriebstemperaturen das Auftreten jedoch hinauszögern können.
Dieses Problem wurde in ab ca. August 2008 hergestellten Konsolen behoben.
Auf Grundlage der ursprünglichen Annahmen zu diesem Defekt entstanden zahlreiche Reparaturangebote, wobei hierbei meistens die GPU (sowie manchmal auch die im Normalfall nicht betroffene CPU, welche nicht über denselben Herstellungsfehler verfügt) stark erhitzt und/oder neu verlötet wird. Da auch das bleifreie Lot als Fehlerursache angenommen wurde, werden hierbei oft auch die bleifreien BGA-Lotkugeln durch bleihaltige ersetzt (Reballing). Weil bei diesem Vorgehen als Nebeneffekt auch die Lötverbindungen zwischen Die und Substrat neu eingeschmolzen werden, führen diese Reparaturansätze oft tatsächlich zu einer wieder funktionstüchtigen Konsole. Da das tatsächliche Problem bezüglich des unter dem Die verwendeten Underfills jedoch nach wie vor besteht, ist der Reparaturerfolg meist nur temporär.
Tatsächlich ist eine dauerhafte Reparatur nur möglich, indem die fehlerhafte GPU durch eine fehlerbereinigte, später produzierte GPU ersetzt wird. Hierfür können sowohl in 65 nm als auch in 40 nm gefertigte GPUs verwendet werden. Diese Reparatur ist nicht trivial und erfordert weitere Modifikationen an der Konsole, wird jedoch seit einiger Zeit erfolgreich praktiziert. Dieselbe Methode wurde ab 2008 teilweise auch von Sony selbst zur Reparatur älterer Konsolen mit fehleranfälliger GPU eingesetzt.
Darüber hinaus gibt es ein Problem, welches überwiegend im Alter stark benutzter Konsolen (z. B. jahrelanger Dauerbetrieb) auftritt, sich ebenfalls durch die „YLOD“-Symptomatik äußert und die Spannungsversorgung von CPU und GPU betrifft. Hierbei verändern sich die Eigenschaften alternder Kondensatoren in den VRMs (Spannungsreglern) von CPU und GPU. Dabei handelt es sich um keine standardmäßigen Tantal- oder Elektrolytkondensatoren, sondern um eine „Proadlizer“ genannte Sonderform eines Polymer-Elektrolytkondensators in besonders flacher Bauweise und – sofern der Kondensator nicht defekt ist – günstigen elektrischen Eigenschaften wie einem sehr niedrigen ESR, welche von NEC TOKIN hergestellt wurde. Diese Kondensatoren werden in sämtlichen Varianten der PlayStation 3 im ursprünglichen Gehäuseformat sowie in den Slim-Konsolen der CECH-200x-Modellreihe eingesetzt, in letzteren jedoch nur für die GPU. Konsolen ab der CECH-210x-Serie sind hiervon nicht länger betroffen, da sie an dieser Stelle Tantal-Polymerkondensatoren in Standardbauform verwenden.
Eine Reparatur bei defekten „Proadlizer“-Kondensatoren ist nicht trivial, da derzeit keine Kondensatoren mit den nötigen Eigenschaften mehr produziert werden. Stattdessen müssen zur Reparatur anstelle jedes „Proadlizer“-Kondensators mehrere Tantal-Kondensatoren, ggf. in Kombination mit einigen Keramikkondensatoren, verbaut werden. In den vergangenen Jahren seit ca. 2019 haben sich hierfür mehrere Lösungsansätze etabliert.
Die Konsole verfügt über eine interne serielle Serviceschnittstelle, über welche im Falle eines „YLOD“ ein Fehlercode ausgegeben wird, welcher mithilfe eines PCs mit entsprechender Schnittstelle ausgelesen werden kann. Sofern eine Custom Firmware installiert ist und die Konsole noch zeitweise startfähig ist, kann eine Liste der letzten Fehlercodes auch mithilfe eines Programms auf der Konsole selbst ausgelesen werden, ohne diese hierfür öffnen zu müssen. Dadurch ist es möglich zu ermitteln, welche Ursache dem „YLOD“ zugrunde liegt, etwa um unnötige Reparaturen an den Kondensatoren zu vermeiden, während das eigentliche Problem in der GPU liegt, und umgekehrt.

## Trivia
Eine Forschungseinrichtung der United States Air Force betrieb einen Cluster aus 1760 PS3 als Supercomputer und nutzte den sogenannten Condor Cluster zur Datenanalyse.
Das Open-Source-Projekt RPCS3 versucht, einen Emulator, der die PlayStation 3 emulieren soll, zu entwickeln.